# Maryland nella guerra di secessione americana

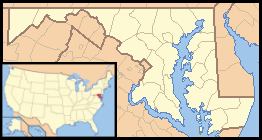
Localizzazione del Maryland.

Il Maryland nella guerra di secessione americana rappresentò uno degli Stati schiavisti rimasti all'interno dell'Unione, i cosiddetti Stati cuscinetto; fu uno dei territori di confine posti a cavallo tra gli Stati Uniti d'America nord-orientali industriali degli imprenditori e dei banchieri e gli Stati Uniti meridionali dei piantatori dei grandi latifondi agrari. 

Localizzazione di Washington, incuneata tra il Maryland a Nordest e la Virginia a Sudovest.

A causa di questa sua posizione eminentemente strategica, posto proprio di fronte alla capitale nazionale Washington, ed il forte desiderio delle fazioni opposte - ben presenti all'interno dello Stato - d'influenzare l'opinione pubblica verso le loro rispettive cause, il Maryland svolse un ruolo di primo piano negli anni della guerra civile.
Il nuovo presidente Abraham Lincoln sospese l'Habeas corpus in tutto il territorio e respinse al contempo la sentenza (la quale venne archiviata dal tribunale circoscrizionale statale) emanata dalla Corte Suprema sul caso Ex parte Merryman riguardante John Merryman, un noto simpatizzante sudista della contea di Baltimora detenuto a Fort McHenry senza alcuna garanzia di equo processo.

Il Presidente della Corte Suprema Roger Brooke Taney, originario di Frederick (Maryland).

Il pronunciamento espresso al riguardo dal Presidente della Corte Suprema Roger Brooke Taney, originario di Frederick e residente a Baltimora - uno dei protetti della presidenza di Andrew Jackson, che l'aveva scelto all'alto ufficio un ventennio prima - prima ancora di aver ricevuto alcuna previa approvazione da parte degli altri Giudici associati - fu netto: definì senza mezzi termini la decisione assunta come incostituzionale e che "avrebbe lasciato cicatrici civili e legali durature".
Le prime avvisaglie dello scontro armato si ebbero con le vittime dei disordini di Baltimora del 18 e 19 aprile 1861, un tentativo di rivolta filo-sudista; situazione ribadita un anno e mezzo dopo con la giornata di combattimenti più sanguinosa nella storia militare americana fino a quel momento. Il tutto ebbe modo di svolgersi nel corso della grande invasione predisposta dal Confederate States Army, la Campagna del Maryland, appena a Nord sopra il fiume Potomac nella contea di Washington e nelle immediate vicinanze della cittadina di Sharpsburg: la battaglia di Antietam del 17 settembre 1862.

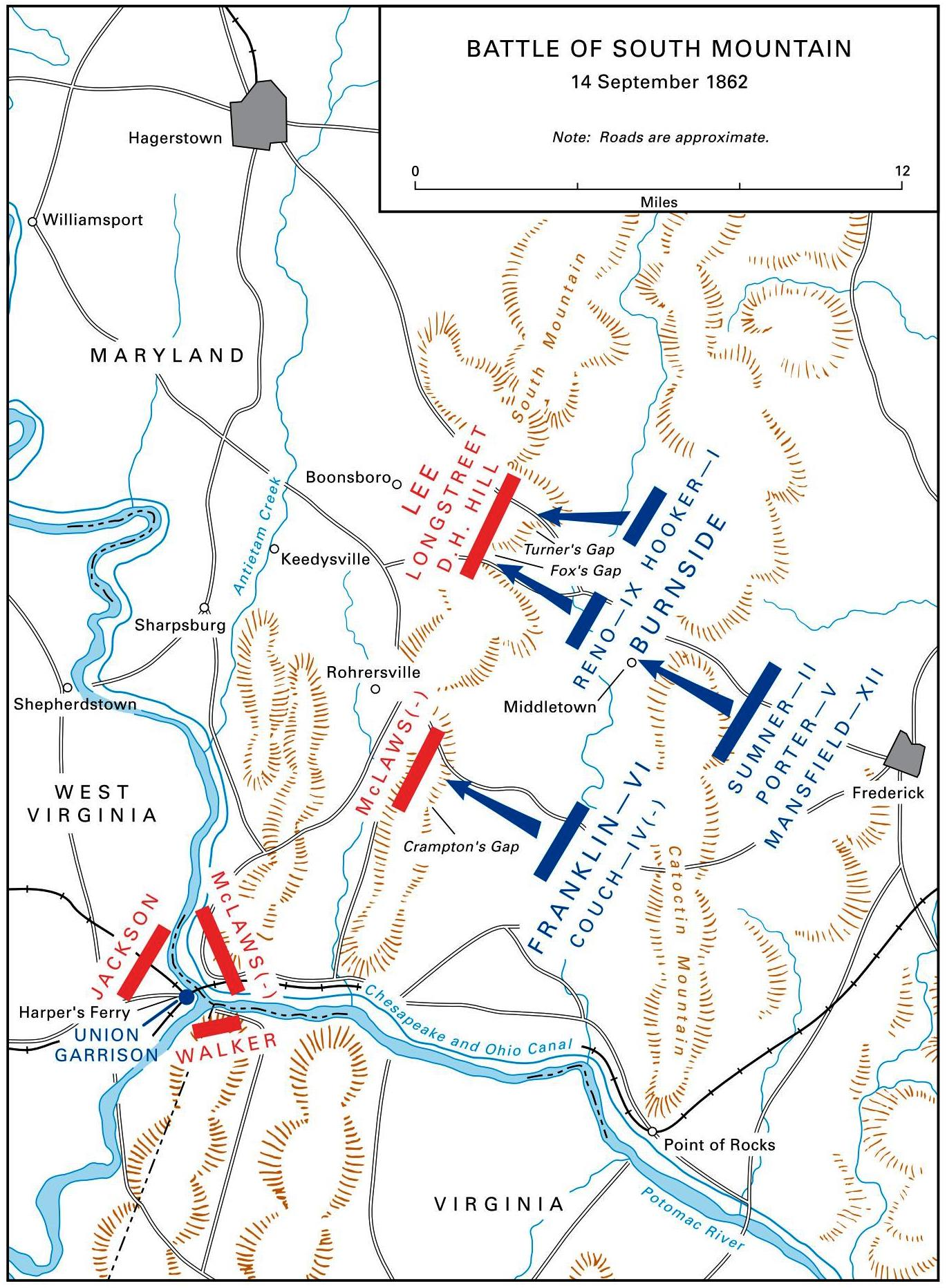
Schema della battaglia di South Mountain.

Preceduta da una serie di schermaglie in tre passi di montagna ad Est, la battaglia di South Mountain, anche se tatticamente inconcludente fu almeno strategicamente una vittoria unionista, dando oltretutto l'opportunità alla presidenza di Abraham Lincoln di emettere il Proclama di emancipazione il quale dichiarò che tutti gli schiavi presenti negli Stati Confederati d'America (ma non quelli nelle aree già liberate dall'Union Army e dall'Union Navy o negli Stati di frontiera semi-lealisti di Maryland, Delaware, Kentucky e Missouri) fossero da considerarsi a tutti gli effetti liberi a partire dal 1º gennaio 1863.
Successivamente la battaglia di Monocacy del luglio del 1864, durante la terza e ultima grande invasione meridionale (la seconda fu la Campagna di Gettysburg), fu combattuta anche sul suolo del Maryland; pur dimostrandosi una vittoria tattica confederata risultò invece una sconfitta strategica in quanto il ritardo di un'intera giornata inflitto da Lew Wallace alle truppe secessioniste permise il sopraggiungere dei rinforzi provenienti da Baltimora tramite la ferrovia "Baltimore and Ohio" a difesa della capitale federale minacciata direttamente da Jubal Anderson Early.

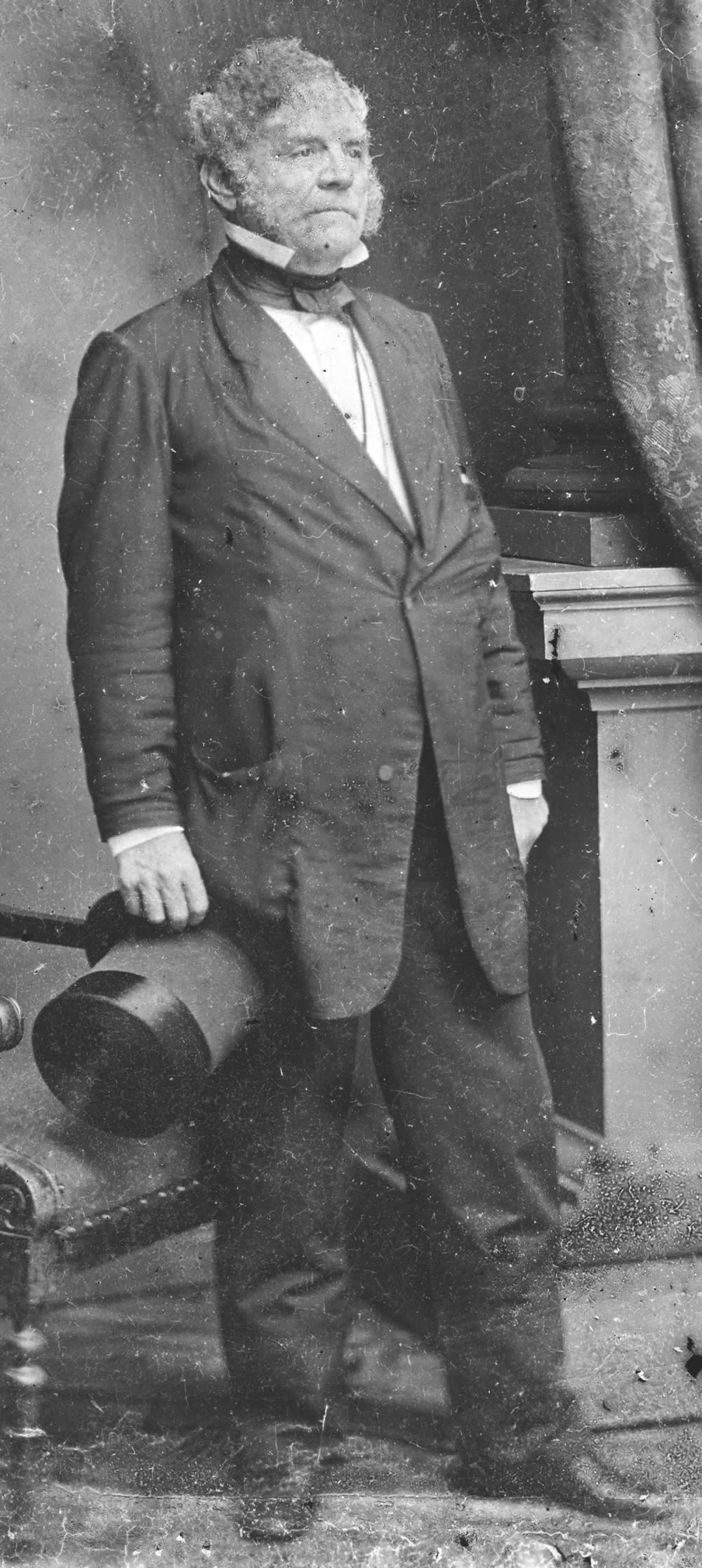
Il governatore del Maryland Thomas Holliday Hicks.

All'attacco alle fortificazioni periferiche Nord-occidentali di Fort Stevens assistette personalmente lo stesso presidente; fu l'unica volta in cui un comandante in capo della nazione si trovò esposto in prima linea davanti al fuoco del nemico. In tutto lo Stato quasi 85.000 cittadini si iscrissero come volontari nelle forze armate, la maggior parte dei quali aderì ai Corpi d'armata unionisti; approssimativamente un terzo di questi arruolati militarono invece tra le file avversarie al grido di "go South".

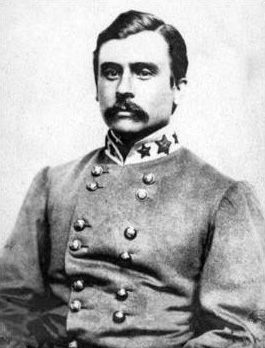
Il brigadier generale confederato George Hume Steuart, nativo del Maryland.

Tra i più importanti leader politici e ufficiali militari vi furono il governatore del Maryland Thomas Holliday Hicks il quale, nonostante le sue precoci simpatie per il Sud, aiutò fattivamente ad impedire la separazione dello Stato in due ed il generale confederato George Hume Steuart, un noto comandante di brigata sotto Robert Edward Lee nell'Armata Confederata della Virginia Settentrionale.
Ancor prima che il conflitto terminasse il Maryland vide l'abolizione definitiva della schiavitù entro i propri confini, con una nuova (la 3° in ordine tempo) Costituzione approvata nel 1864 grazie ad una risicata maggioranza di Radical Republicans i quali controllarono l'Assemblea legislativa dello Stato nominalmente Democratico.
L'animosità contro il presidente sarebbe in ogni caso sopravvissuta, tanto che fu proprio il marylandese John Wilkes Booth a pianificare prima e a metter in atto poi l'assassinio di Abraham Lincoln avvenuto la sera del Venerdì santo 14 aprile 1865 all'interno del Teatro Ford nella capitale federale al grido di Sic semper tyrannis, il motto ufficiale dello Stato ribelle della Virginia.
Messo in fuga, cercò rifugio nascondendosi nel Sud del paese per una settimana intera durante la quale gli si diede accanitamente la caccia, prima di riuscire a scivolar via attraversando il Potomac e successivamente venire abbattuto a colpi di fucile in un fienile in fiamme della Virginia Settentrionale.
(Raimondo Luraghi.)

## Approccio alla guerra
Seguendo l'accurata analisi storiografica prodotta dall'italiano Raimondo Luraghi, riconosciuto esperto internazionale della guerra civile, il Maryland (assieme agli altri "Stati di confine" Carolina del Nord, Virginia, Tennessee, Kentucky, Missouri e Delaware): "partecipava indirettamente ai benefici derivanti dalla coltivazione del cotone vendendo agli altri la propria eccedenza di schiavi"
I mercati schiavisti erano assai numerosi nel Sud, il commercio interno fioriva e specialmente gli Stati cotonieri del profondo Sud acquistavano molti schiavi dalla Virginia, dal Maryland e dal Kentucky, che ne avevano in soprannumero.

### Le simpatie sudiste del Maryland
Il Maryland, in quanto confinante direttamente con i territori schiavisti della Virginia - e con cui continuava ad intrattenere stretti rapporti commerciali -, si vide costretto in una situazione profondamente divisiva e frammentata nei riguardi delle questioni della schiavitù; ma anche delle argomentazioni ante-belliche sui presunti "diritti degli Stati" e del confronto con il tipo di futuro verso cui avrebbe dovuto preferibilmente indirizzarsi l'intero sistema socio-economico della nazione.
Sia culturalmente che geograficamente ed economicamente lo Stato federato di confine ("border State") non riuscì mai ad essere né solo una cosa né solamente l'altra, bensì una miscela composta da un tutto unico di aristocrazia agraria meridionale e borghesia mercantile settentrionale.

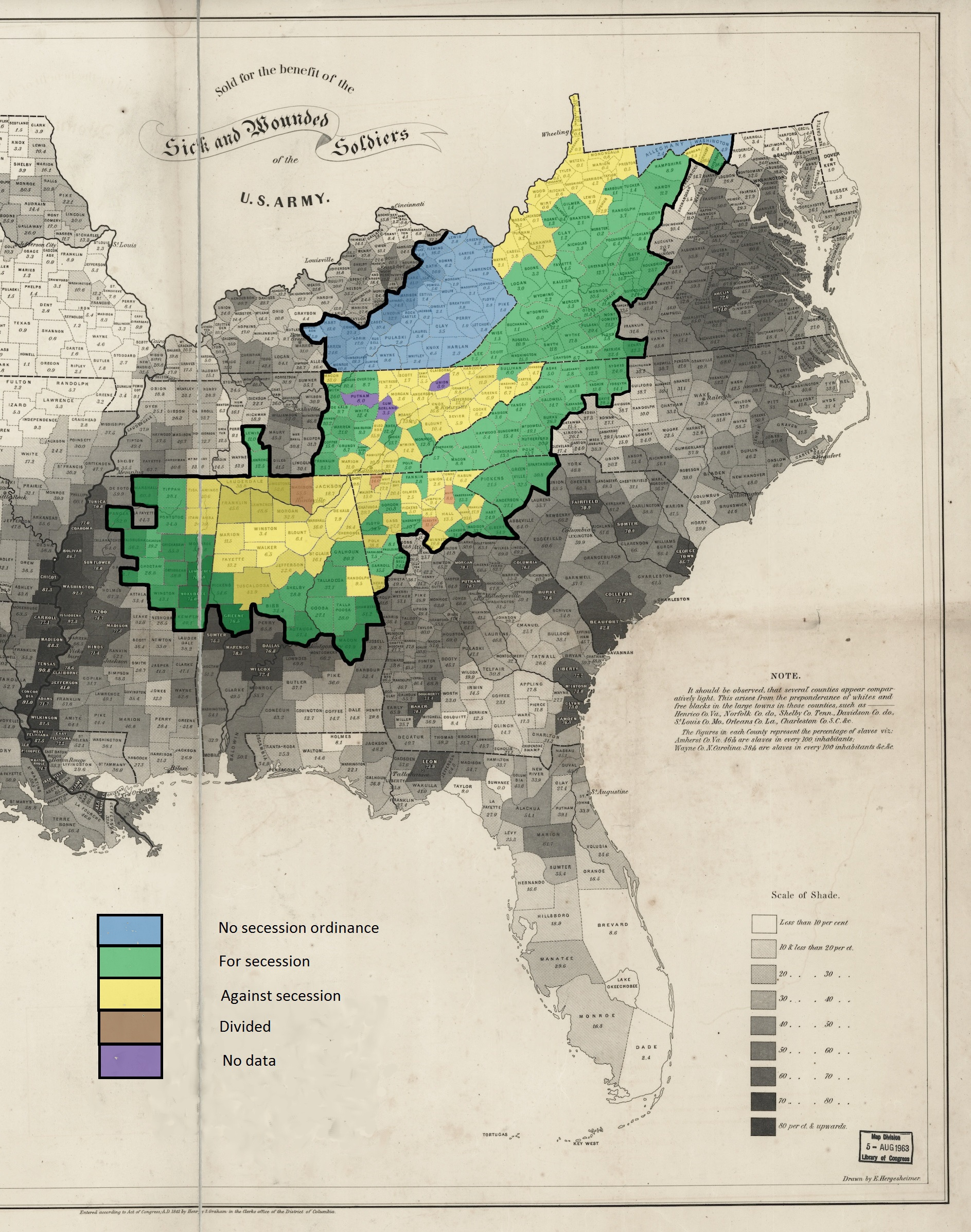
La secessione nelle contee dei Monti Appalachi.

In vista dell'imminente esplosione di una vera e propria guerra civile tra le due fazioni (proprietari terrieri e lavoro schiavo contro imprenditoria e lavoro libero) cominciò a divenire sempre più chiaro che lo Stato rimaneva aspramente in contrapposizione per quel che concerneva le proprie simpatie settarie e di fazione. Esistette in ogni caso fin da subito molto meno desiderio di secessione di quanto non vi fosse altrove negli altri Stati del Sud.
Ma nonostante ciò la gran parte dell'opinione pubblica fu egualmente refrattaria nei confronti delle posizioni dichiaratamente avverse all'espansione dell'economia schiavista nel West pronunciate a più riprese dal candidato del neonato Partito Repubblicano Abraham Lincoln; interpretate conseguentemente e con estrema rapidità anche come potenzialmente favorevoli all'abolizionismo negli Stati Uniti d'America.

Alle elezioni presidenziali del 1860 gli oppositori della strategia filo-sudista condotta sempre più palesemente dalla presidenza di James Buchanan trionfarono; seppur nel Maryland Lincoln non ottenesse che 2.294 preferenze su un totale di 92.421 voti espressi (il 2,5% in tutto) e piazzandosi così all'ultima posizione tra i 4 candidati in gara. In 7 contee addirittura non ricevette alcun voto.

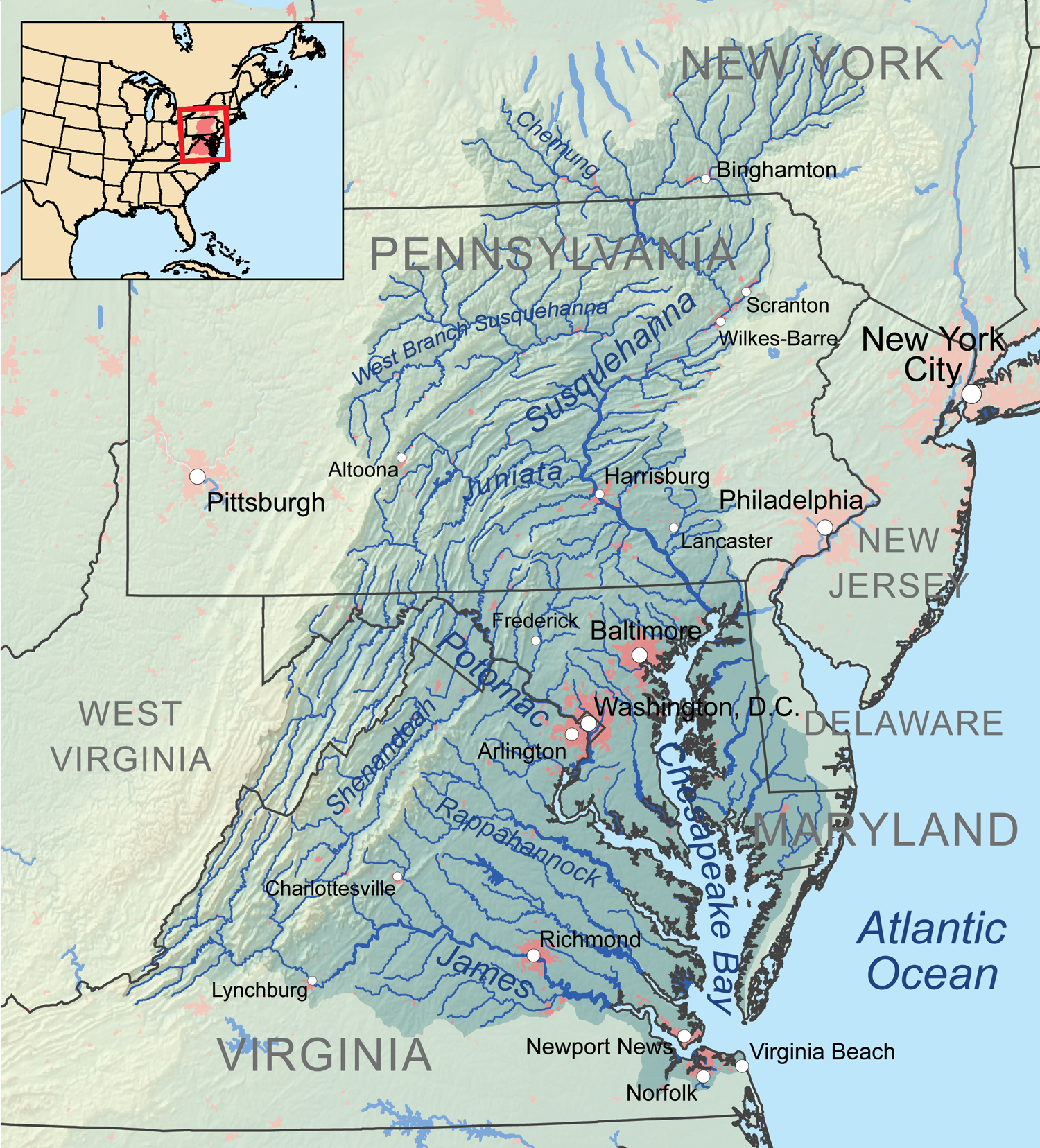
Carta topografica della baia di Chesapeake e del suo bacino idrografico (in rosa le aree urbane).

Le aree più meridionali e orientali dello Stato, in particolare quelle tutt'attorno alla baia di Chesapeake le quali avevano prosperato soprattutto grazie al commercio del tabacco e al lavoro degli schiavi, furono nella generalità dei casi in quasi perfetta sintonia con i sentimenti espressi dai proprietari sudisti; mentre le aree più settentrionali ed occidentali, in particolare la zona abitata perlopiù dagli immigrati tedeschi americani intrattenne rapporti economici e di mutuo interesse molto più forti con la Nuova Inghilterra.

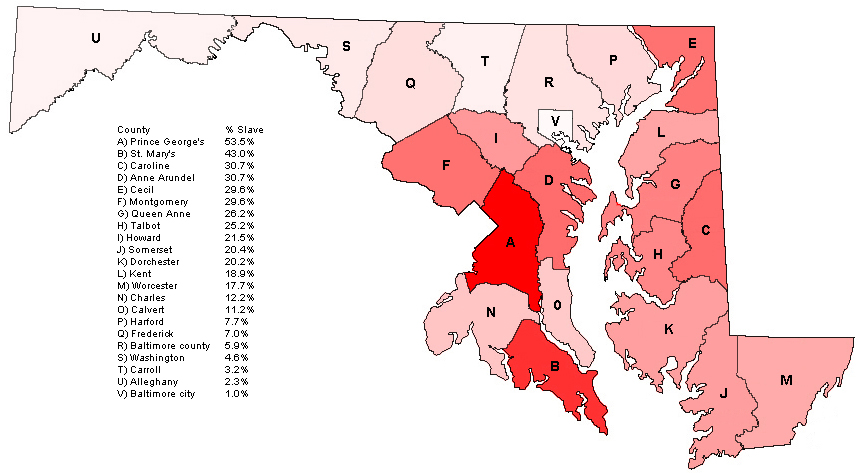
La popolazione schiava in % nelle Contee del Maryland a metà del 1860.

Non tutti gli afroamericani presenti entro i confini statali erano schiavi; i dati raccolti dal Censimento del 1860 mostrarono come vi fossero quasi altrettanti "negri liberti" (Freemen) rispetto a quelli che erano ancora ridotti in schiavitù (83.942 a fronte di 87.189).
Nella totalità dei centri urbani tuttavia le simpatie rimasero decisamente miste e contrapposte; molti dei residenti dimostrarono semplicemente una tendenza al pragmatismo, riconoscendo la realtà del fatto che il lungo confine in comune con la Pennsylvania schierata con l'Unione e leale alla presidenza di Abraham Lincoln sarebbe stato quasi impossibile da difendere in caso di conflitto.
Le maggiori personalità del mondo degli affari temettero seriamente la probabile perdita di cospicui introiti derivanti dagli scambi commerciali con le industrie del Nord, oltre che la forte possibilità di un blocco navale del vitale porto di Baltimora da parte dell'Union Navy (proprio il blocco dell'Unione fu difatti la prima disposizione effettiva attuata contro i ribelli).
Altri abitanti, e con loro la maggioranza degli uomini politici locali, pur desiderando rimanere nell'Unione non avrebbero in nessun modo voluto essere coinvolti in una guerra con i loro vicini meridionali; innanzitutto esibendo una tale motivazione cercheranno di impedire una qualsivoglia risposta militare proveniente dal Governo federale davanti alla secessione proclamata dagli Stati del Sud. 

(Raimondo Luraghi)
All'indomani del raid di John Brown contro Harpers Ferry, l'incursione anti-schiavista avvenuta alla fine del 1859 nel territorio della futura Virginia Occidentale, molti privati cittadini cominciarono a formare delle milizie più o meno regolari, ben determinati a prevenire un'eventuale rivolta dei propri schiavi.

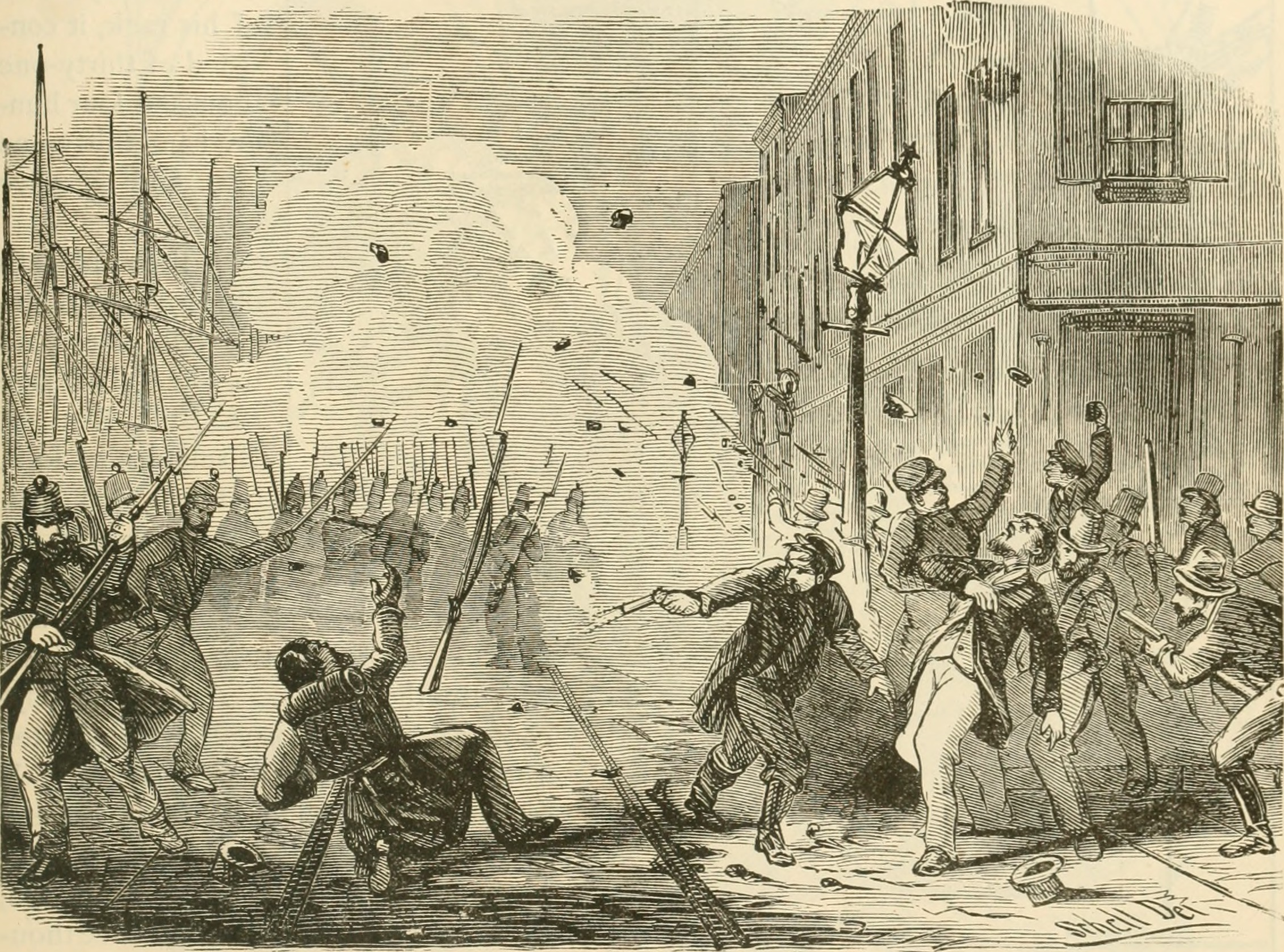
Illustrazione dei disordini di Baltimora del 1861.

### Disordini di Baltimora
Il primo spargimento di sangue della guerra civile avvenne proprio nel Maryland. Preoccupato per il rischio che i secessionisti potessero conquistare la capitale con un colpo di mano, dato che il distretto di Washington era delimitato dalla Virginia la quale si stava preparando al conflitto prendendo le armi, l'Amministrazione presidenziale chiese ai volontari accorsi di sopprimere qualsiasi associazione illecita nel Sud.
I primi soldati provenienti dalla Pennsylvania e dal Massachusetts furono trasportati su rotaia fino a Baltimora, ove dovettero scendere e marciare attraverso la città per potersi imbarcare su un altro treno per poter continuare il loro viaggio che li avrebbe condotti fino alle porte della Casa Bianca già entrata in un'atmosfera di stato d'assedio.

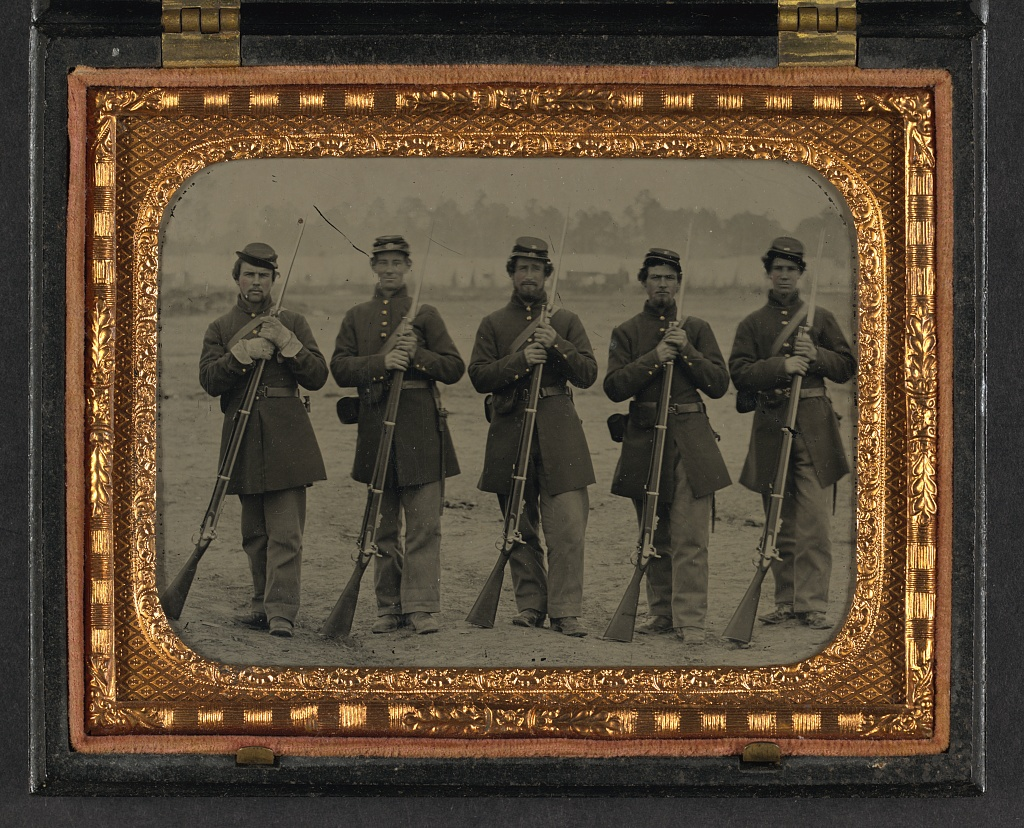
Cinque soldati della 6th Regiment Massachusetts Volunteer Militia in un accampamento di Suffolk (Virginia) nel 1863.

Mentre uno di questi reggimenti (6th Regiment Massachusetts Volunteer Militia) veniva trasferito tra le due stazioni cittadine il mattino del 19 aprile 1861 una folla ostile di facinorosi che simpatizzava con i sudisti - o che comunque si opponeva all'utilizzo delle truppe federali contro i secessionisti - cominciò ad attaccare i vagoni dei trasporti ferroviari bloccandone la rotta; alcuni manifestanti presero a lanciare ciottoli e mattoni alla truppe in transito, aggredendole "con grida e pietre". Spuntarono anche delle pistole.
In preda al panico diversi militari imbracciarono i propri fucili e spararono, non è del tutto chiaro se accidentalmente, in maniera disperata dopo essere stati colti di sorpresa o in esecuzione di un esplicito comando giunto direttamente dagli ufficiali; il caos più generale si scatenò quando prese il via una gigantesca rissa tra i soldati in fuga, la folla dei "violenti inneggianti alla pace" e le forze di polizia intervenute le quali tentarono di troncare gli atti vandalici commessi dai cittadini esaltati. Quattro soldati e dodici civili rimasero uccisi e caddero sul selciato.
L'abbozzo di rivolta ispirò a James Ryder Randall, un marylandese residente nella Louisiana, a scrivere un poemetto che sarebbe successivamente stato messo in musica divenendo assai popolare; nel 1939 anzi divenne l'inno ufficiale dello Stato (e tale rimane fino ai giorni nostri): Maryland, My Maryland. Il testo esorta il popolo a "respingere la feccia del Nord" e a "spezzare la catena del tiranno": in altre parole a separarsi violentemente dall'Unità nazionale. La banda militare del Confederate States Army avrebbe intonato la canzone dopo aver attraversato il territorio statale durante la loro invasione del 1862: la Campagna del Maryland.

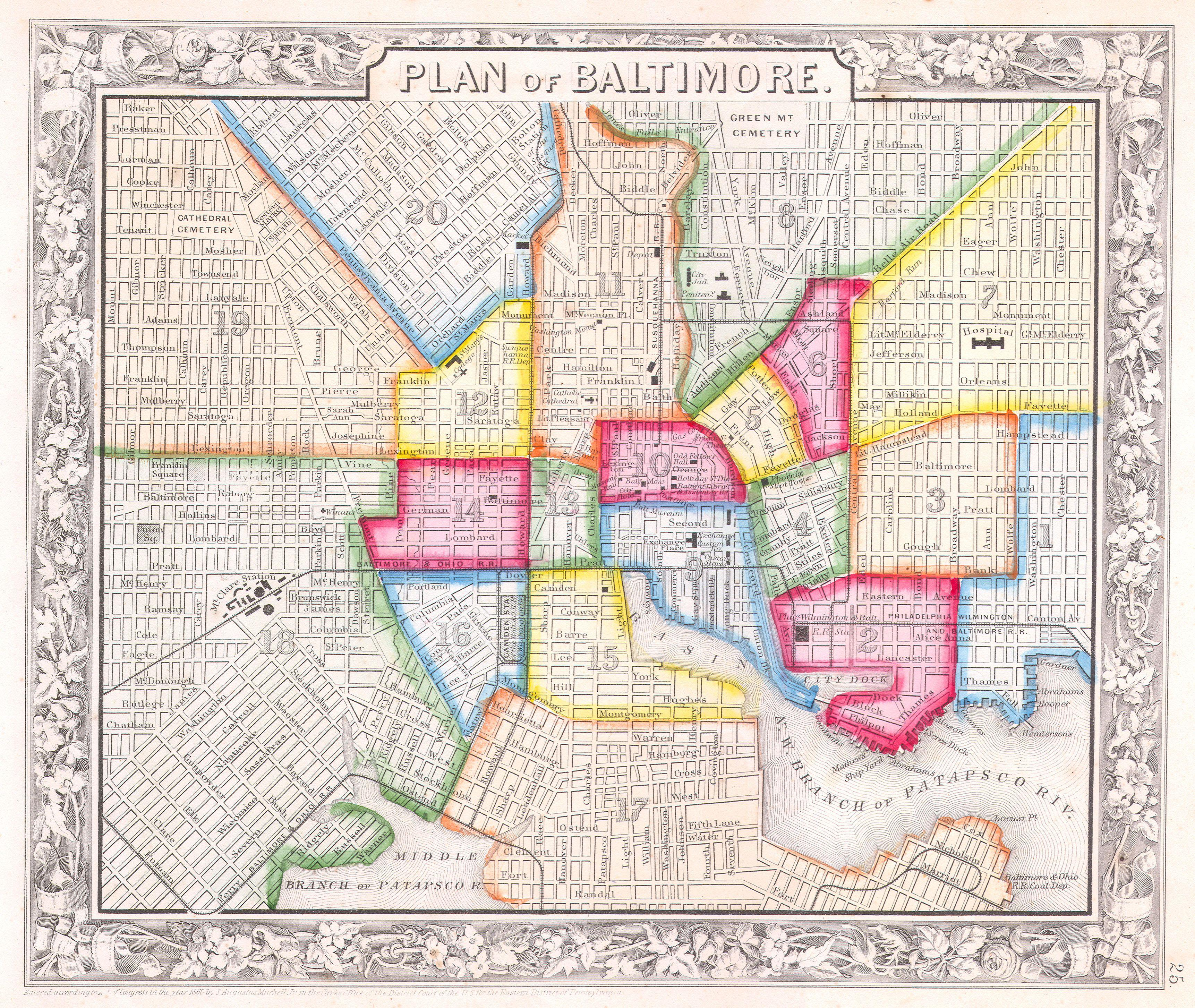
Planimetria di Baltimora nel 1860 a cura di Samuel Augustus Mitchell.

A seguito della gravità dei disordini scaturiti e provocati dalle frange filo-sudiste infiltratesi nella regione, diverse scaramucce continuarono a verificarsi nelle strade di Baltimora per tutto il successivo mese di maggio. Sia il sindaco di Baltimora George William Brown che il governatore del Maryland Thomas Holliday Hicks implorarono la presidenza di Abraham Lincoln di far deviare le truppe attorno alla città e attraverso Annapolis per far sì di scongiurare l'eventualità di ulteriori scontri a fuoco tra le parti in contesa.
In una lettera indirizzata all'attenzione di Abraham Lincoln il primo cittadino Brown scrisse: "È mio solenne dovere informarla che non è possibile che più soldati passino da Baltimora a meno che non combattano ad ogni passo. Pertanto spero - e mi fido - e chiedo sinceramente che non sia più consentito né ordinato alle truppe del Governo di passare attraverso la città. Qualora esse dovessero tentare di farlo nuovamente, la responsabilità dello spargimento di sangue non potrà più ricadere sulle mie spalle".
Nella serata del 19 aprile il sindaco e il governatore, non avendo ricevuto alcuna risposta immediata da Washington, ordinarono la distruzione dei ponti ferroviari che conducevano in città dal Nord, impedendo in tal maniera nuovi ingressi da parte dei soldati dell'Union Army. Entro il giorno seguente l'opera venne completata. Uno degli uomini coinvolti nell'atto di sabotaggio sarebbe stato posto agli arresti in maggio senza più concedere la possibilità di ricorrere all'habeas corpus, portando ad un netto pronunciamento sull'incostituzionalità palese dell'atto da parte del Presidente della Corte Suprema Roger Brooke Taney (sudista): l'Ex parte Merryman (vedi oltre).
Per un certo periodo di tempo parve che la "questione Maryland" rappresentasse una provocazione la quale avrebbe finito col gettarlo tra le mani dei ribelli; un risultato questo fortemente sperato dagli innumerevoli sudisti già infiltratesi clandestinamente dalla Virginia. Lincoln dovette muoversi con estrema rapidità per disinnescare un tale pericolo: confermò ripetutamente che le truppe fossero necessarie solamente per la difesa di Washington e non per aggredire il Sud, sono avendone alcuna intenzione.

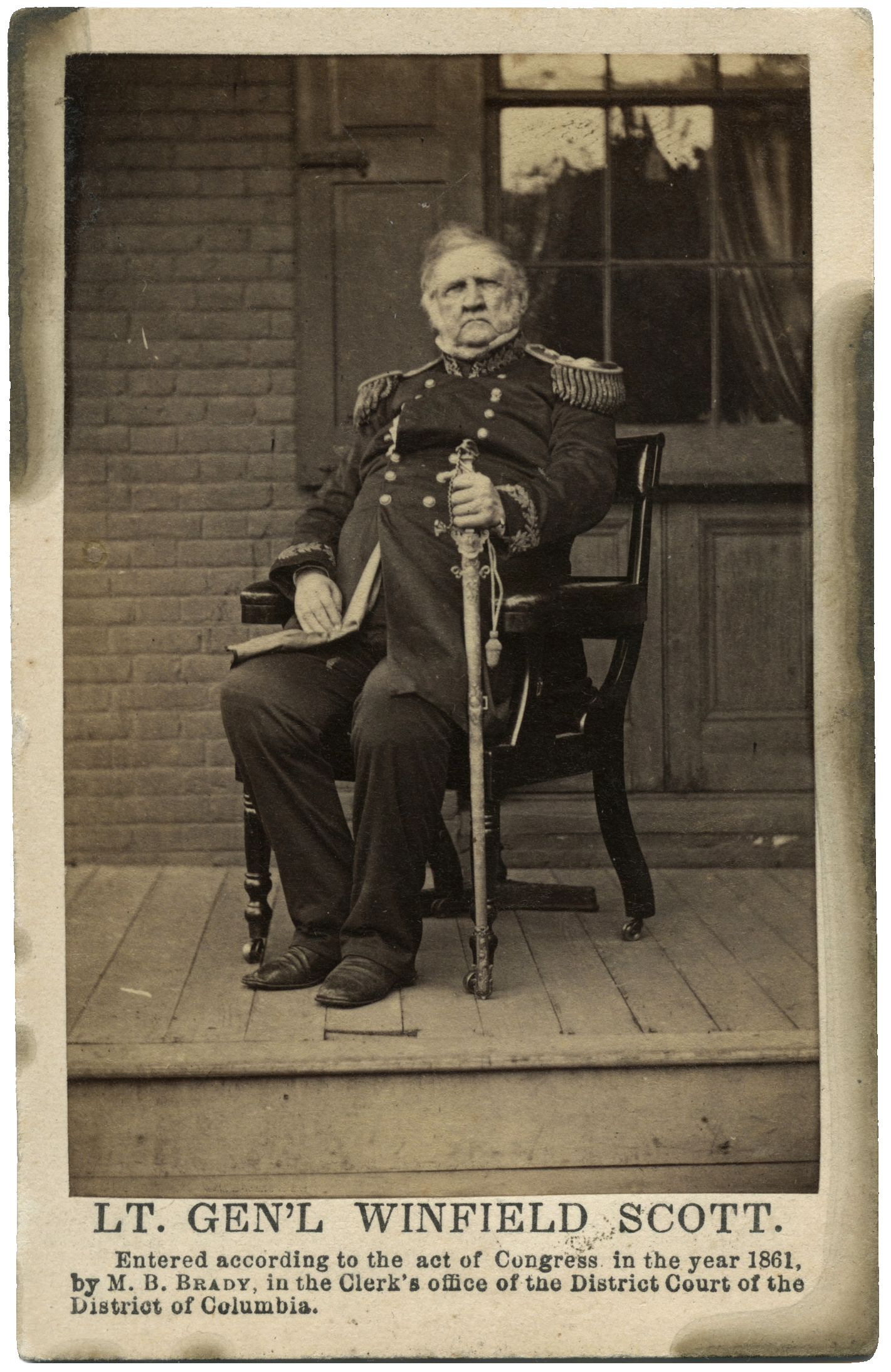
Il comandante generale dell'esercito statunitense Winfield Scott nel 1861, foto di Mathew B. Brady.

Il presidente rispettò anche la richiesta di reindirizzare le formazioni militari ad Annapolis, in quanto la situazione politica a Baltimora continuava a rimanere estremamente instabile. Nel frattempo l'allora comandante generale dell'esercito statunitense Winfield Scott, divenuto il responsabile delle operazioni nel Maryland, indicò nella sua corrispondenza con il capo delle truppe della Pennsylvania che la rotta attraverso Baltimora sarebbe tosto ripresa non appena vi fossero stati sufficienti effettivi disponibili a mettere in atto la "messa in sicurezza [armata] della città".

### Scontro sulla secessione
(Raimondo Luraghi.)

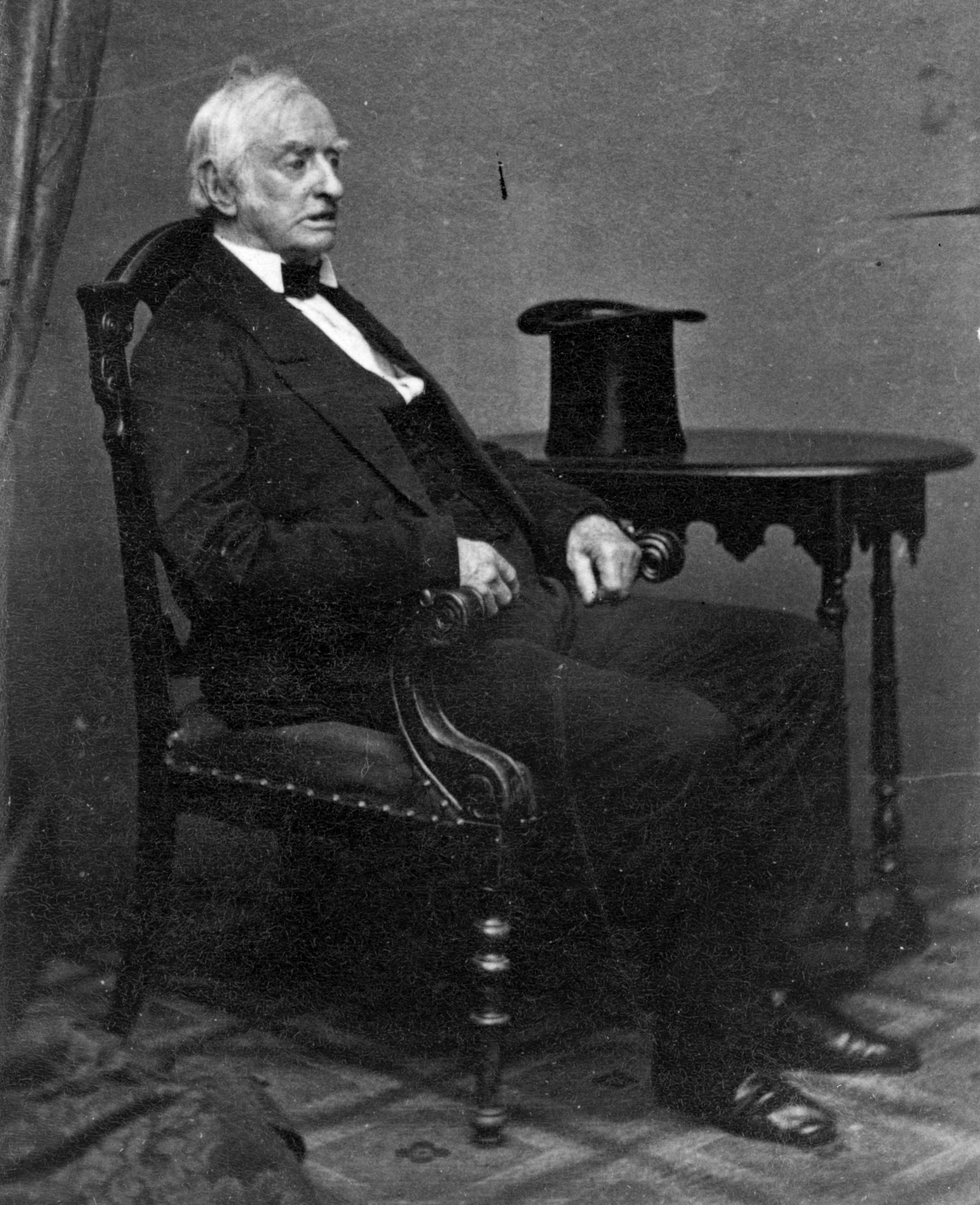
Foto del medico schiavista favorevole alla secessione Richard Sprigg Steuart.

Nonostante l'ampio sostegno popolare alla causa secessionista il Maryland non si separò dall'Unione.
Alcuni tra i suoi più importanti concittadini tuttavia, tra cui il medico possessore di schiavi Richard Sprigg Steuart, esercitarono una considerevole pressione sul governatore (trasferitosi intanto ad Annapolis) per indurlo a fargli convocare in seduta straordinaria l'Assemblea legislativa statale la quale avrebbe dovuto esprimere il proprio parere nei riguardi della secessione con un voto parlamentare ufficiale.
I propositi di questo gruppetto di separatisti si rivelarono essere molto chiari: 
Preso tra due fuochi il 22 aprile il governatore annunziò finalmente che il parlamento statale si sarebbe riunito in sessione speciale a Frederick (Maryland) (centro urbano fortemente unionista abitato in prevalenza da immigrati e tedeschi americani), piuttosto che nella capitale Annapolis molto meno favorevole al mantenimento dell'Unità nazionale. L'Assemblea adottò velocemente e all'unanimità un provvedimento in cui si affermò che non avrebbe in nessuna maniera affidato lo Stato ai separatisti, spiegando inoltre che essa non possedeva alcuna autorità costituzionale per intraprendere un'azione di tale gravità; ciò "qualunque fosse il privato sentimento personale dei propri membri".
Il 29 aprile espresse un voto decisamente contrario alla secessione (53 a 13), sebbene abbia anche deciso di non far riaprire i collegamenti ferroviari con il Nord e chiedendo a Lincoln di rimuovere il più velocemente possibile le truppe già stanziate entro i confini statali. In questo momento i rappresentanti del parlamento sembra abbiano voluto disperatamente cercare di evitare - per quanto stava in loro potere - il coinvolgimento in un conflitto bellico con i potenti vicini meridionali.

Benjamin Butler in una foto di Mathew B. Brady.

### Imposizione della legge marziale
(Raimondo Luraghi)
Il 13 maggio il generale-politico Butler entrò a Baltimora in treno con un migliaio di soldati federali e, sotto la copertura di un provvidenziale temporale, prese silenziosamente possesso di Federal Hill; fortificò quindi la sua posizione e mise gli artiglieri nella condizione di puntare i cannoni contro le strade di scorrimento, con la minaccia palese di radere al suolo l'intero abitato. 

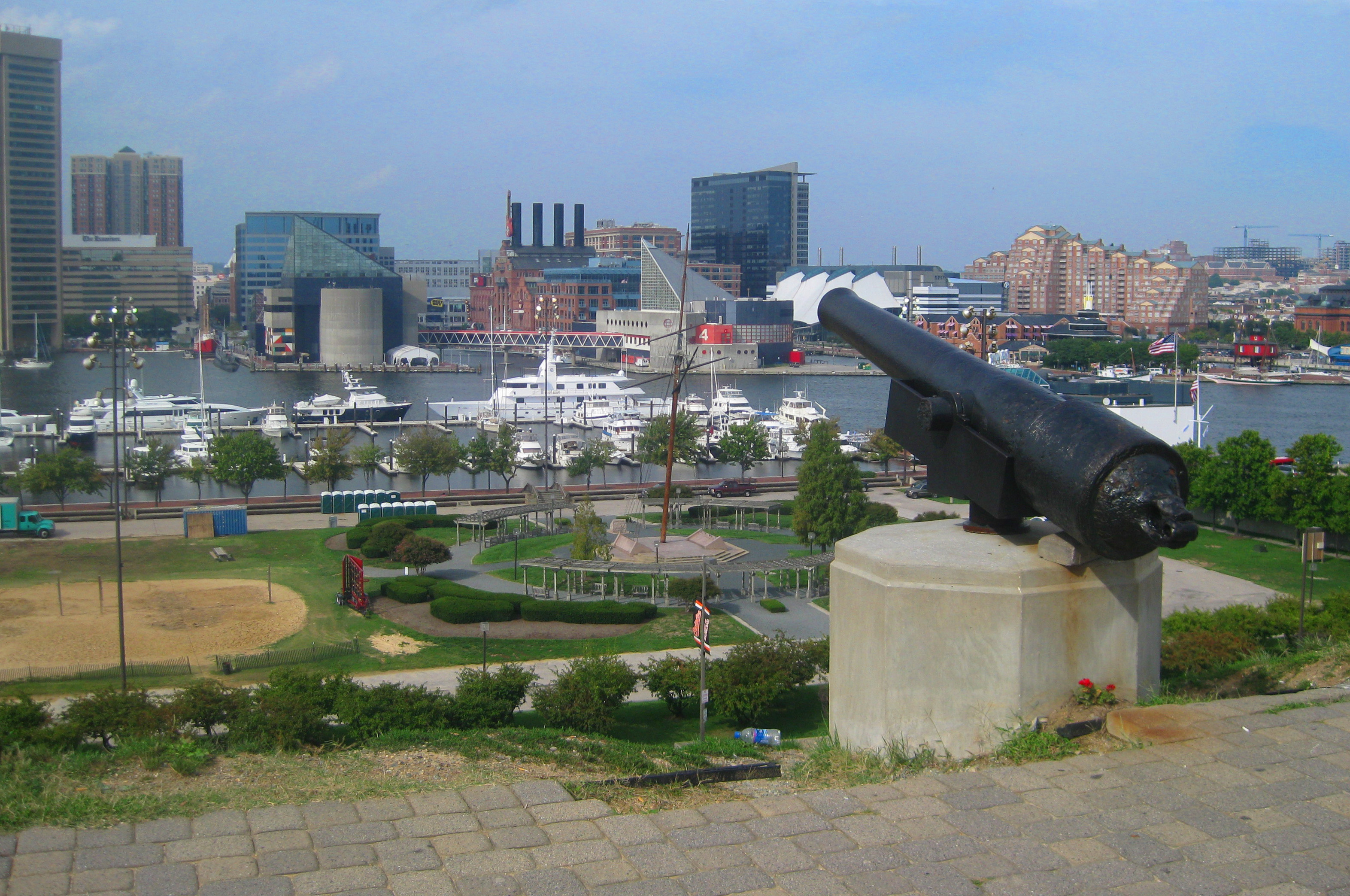
Uno dei cannoni del "Federal Hill Park".

Inviò poi una lettera al comandante di Fort McHenry: "ho preso possesso di Baltimora. Le mie truppe sono su Federal Hill, che posso tenere con l'aiuto della mia artiglieria. Se sono attaccato stasera, per favore apri su Monument Square con i tuoi mortai".
Butler proseguì l'opera di occupazione della città dichiarando la legge marziale, apparentemente per impedire la secessione, sebbene il Maryland avesse votato solidamente contro appena due settimane prima; ma più immediatamente per consentire la guerra al Sud senza dover scontrarsi contro gli ostacoli posti alle retrovie e costituiti in larga parte proprio da quello Stato: forzò la riapertura delle linee ferroviarie mettendole sotto scorta.
Subito dopo l'occupazione di Baltimora si crearono presidi unionisti anche in tutte le altre maggiori città; entro la fine dell'estate il Maryland era così saldamente nelle mani dei federali. Gli arresti dei simpatizzanti confederati, dei critici del presidente e di coloro che ancora manifestavano apertamente in opposizione alla guerra furono presto eseguiti e portati a termine.
Il nipote dello schiavista Steuart e figlio dell'omonimo organizzatore dei miliziani statali, il generale miliziano George Hume Steuart, intraprese la via dell'"esilio" scappando nottetempo e rifugiandosi a Charlottesville, dopodiché gran parte delle proprietà di famiglia subirono la confisca; l'autorità civile di Baltimora fu rapidamente tolta a tutti coloro che non si erano dimostrati fermamente favorevoli alle misure di emergenza intraprese dal Governo federale.
Entro questo periodo il sindaco Brown, il consiglio comunale, il commissario delle forze di polizia cittadine e il suo intero apparato dirigente subì l'arresto; furono tutti imprigionati a Fort McHenry senza alcuna accusa ufficiale imbastita contro di loro; uno di coloro che vennero tratti in arresto fu il capitano della milizia John Merryman, che fu detenuto senza processo a dispetto di una richiesta di habeas corpus inviata il 25 maggio e facendo scatenare il caso già citato denominato Ex parte Merryman (ed ascoltato tra il 27 e il 28 maggio).
Nella sua qualità di giudice della corte del circuito federale il Capo della Corte Suprema nativo del Maryland (e già distintosi per la sentenza filo-schiavista Dred Scott contro Sandford di quattro anni prima e grande amico della presidenza di James Buchanan) stabilì che l'arresto compiuto era incostituzionale se mancava della previa autorizzazione concessa dal Congresso (e che Lincoln non poteva garantire): "Il Presidente, ai sensi della Costituzione federale e del diritto degli Stati Uniti d'America, non può sospendere il privilegio dell'atto di habeas corpus, né autorizzare alcun ufficiale militare a farlo a sua volta".

Il Segretario di Stato William H. Seward.

La decisione creò una certa sensazione, anche se poi il suo impatto immediato fu piuttosto limitato, in quanto il presidente molto semplicemente ignorò del tutto la sentenza giudiziaria. Quando una tale presa di posizione venne aspramente criticata in un editoriale dal redattore del principale quotidiano di Baltimora Frank Key Howard (il nipote di Francis Scott Key), questi venne arrestato per ordine del Segretario di Stato William H. Seward e detenuto anch'egli senza alcuna garanzia di equo processo.
Howard descrisse gli eventi nel suo libro del 1863 intitolato Fourteen Months in American Bastiles (14 mesi nella Bastiglia americana) e dove non mancò di far notare che era stato imprigionato nella stessa fortezza in cui The Star-Spangled Banner aveva risuonato per la prima volta "sulla terra degli uomini liberi". Due degli editori che misero in commercio il volume vennero in seguito a loro volta arrestati.
A tutti e 9 i quotidiani statali fu impedita la prosecuzione delle pubblicazioni e fatti chiudere forzosamente; una dozzina dei loro proprietari e editori finirono anch'essi in prigione senza alcun definito capo d'accusa nei loro confronti.
Il 17 settembre 1861, il primo giorno della nuova sessione parlamentare, almeno un terzo dei membri dell'Assemblea venne posto in stato d'arresto, a causa delle preoccupazioni federali che "avrebbero aiutato la prevista invasione dei ribelli e attentato così all'integrità dell'Unione, cercando di prendere il sopravvento".
Sebbene le precedenti deliberazioni sull'ipotesi di secessione della primavera avessero fallito con ampi margini di scarto persistettero fondati timori: un parlamento statale avverso alla guerra avrebbe ulteriormente ostacolato l'uso da parte dell'Amministrazione federale delle infrastrutture necessarie per poter condurre le fasi dello scontro direttamente nel territorio nemico.
Ad ottobre un certo John Murphy richiese alla Corte del circuito nazionale che il "Distretto di Columbia" emettesse un mandato di habeas corpus per il figlio, entrato successivamente nell'esercito, sulla base del fatto che fosse ancora minorenne.

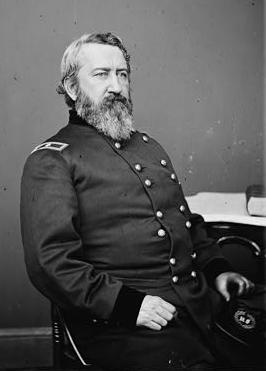
Foto del generale Andrew Porter.

Quando il documento fu consegnato al generale Andrew Porter, procuratore del maresciallo della capitale, la sentenza veniva già consegnata agli avvocati di parte e il giudice-capo del circuito William Matthew Merrick, che emise il mandato, fu sospeso - con immediata interruzione dello stipendio - per impedire la prosecuzione del caso United States ex rel. Murphy contro Porter.
I giuristi di Merrick accolsero però la domanda spiccando un ordine di comparizione per Porter, ma il Segretario di Stato Seward impedì al maresciallo federale di attuare l'ordinanza del tribunale; la Corte obiettò che una tale interruzione forzosa della legalità del procedimento giudiziario fosse del tutto incostituzionale e "distruttiva" dei principi acquisiti, ma osservò anche che si ritrovava in uno stato di completa impotenza nel far rispettare le sue prerogative.

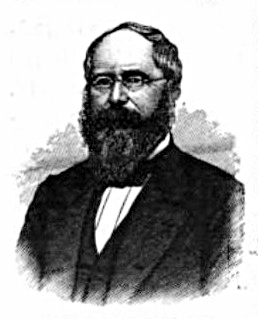
Ritratto di Richard Bennett Carmichael.

A novembre il magistrato nonché delegato nazionale del Partito Democratico Richard Bennett Carmichael, uno dei giudici del tribunale circoscrizionale statale, si trovò ad essere imprigionato senza accusa specifica dopo aver fatto rilasciare - a causa della sua preoccupazione inerente al fatto che gli arresti fossero arbitrari e che pertanto le libertà civili fondamentali costituzionalmente garantite apertamente violate - la maggior parte dei simpatizzanti sudisti rimasti sotto la propria giurisdizione.
L'ordine giunse ancora una volta dal Segretario Seward; le truppe federali che eseguirono l'arresto di Carmichael lo picchiarono all'interno del tribunale mentre la corte si trovava in seduta lasciandolo poi svenuto sul pavimento; questo prima di trascinarlo fuori con la forza ed innescando in tal modo una vasta polemica pubblica.

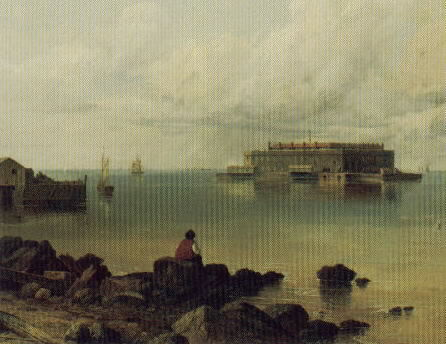
Veduta di Fort Lafayette a Brooklyn.

Si verificò di lì a poco anche un altro arresto controverso, in chiaro dispregio della sentenza emessa a suo tempo da Taney, che fece discutere non poco; il rappresentante del Congresso Henry May - un marylandese affiliato ai Democratici - venne imprigionato senza alcuna accusa a suo carico e senza poter ricorrere all'habeas corpus a Fort Lafayette nel porto di New York.
Le vittime della sospensione unilaterale delle garanzie giudiziari da parte della presidenza di Abraham Lincoln cominciarono quindi a considerarsi dei veri e propri "prigionieri politici".
May fu infine liberato potendo reinsediarsi nel suo seggio congressuale entro il mese di dicembre; nel marzo del 1862 presentò un disegno di legge il quale avrebbe imposto al Governo federale l'incriminazione da parte di un Grand jury se non avesse celermente liberato anche tutti gli altri "prigionieri politici" che continuavano ad essere detenuti privati del diritto all'habeas corpus.
Le nuove disposizione legali assunte a partire da maggio vennero incluse all'Habeas Corpus Suspension Act entrato in vigore nel marzo del 1863, in cui l'Assemblea congressuale autorizzò finalmente il presidente a sospendere legalmente l'habeas corpus, richiedendo altresì esistessero delle valide accuse contro i presunti colpevoli di alto tradimento.

La ""Crossland Banner"", bandiera non ufficiale dello stato del Maryland utilizzata dai secessionisti durante la guerra civile.

### Fughe in Virginia
Molti dei marylandesi simpatizzanti sudisti si trovarono pertanto nella condizione di dover attraversare il confine con la Virginia secessionista; si unirono al Confederate States Army combattendo per gli Stati Confederati d'America. A partire dall'inizio dell'estate del 1861 in diverse migliaia oltrepassarono la linea del fronte stabilizzatasi sul fiume Potomac per ingrossare le file dei ribelli.
La maggior parte degli accusati di diserzione si arruolò nei reggimenti virginiani o in quelli delle due Caroline, ma 6 compagnie si formarono ad Harper's Ferry nel "battaglione del Maryland"; tra questi vi furono svariati membri dell'ex milizia volontaria - il "Maryland Guard Battalion" - formatosi inizialmente proprio a Baltimora nel 1859 a seguito del raid di John Brown contro Harpers Ferry.

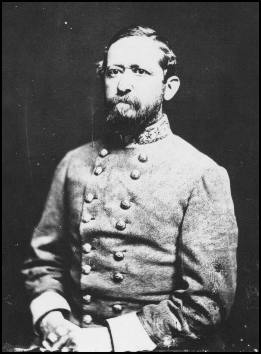
Arnold Elzey, colonnello della "1st Maryland Infantry", promosso dal presidente confederato Jefferson Davis al grado militare di brigadier generale dopo la prima battaglia di Bull Run.

I cosiddetti esuli, tra cui Arnold Elzey e il brigadier generale George Hume Steuart (figlio dell'omonimo organizzatore dei miliziani statali), organizzarono una "linea del Maryland" (la Maryland Line) nell'Armata Confederata della Virginia Settentrionale la quale consistette infine in un reggimento e un battaglione di fanteria, due battaglioni di cavalleria e quattro di artiglieria.
La gran parte di tali volontari tendenzialmente provennero per lo più dalle contee meridionali e orientali dello Stato federato; mentre il settentrione e l'occidente del Maryland rifornì di un maggior numero di volontari gli eserciti dell'Union Army.

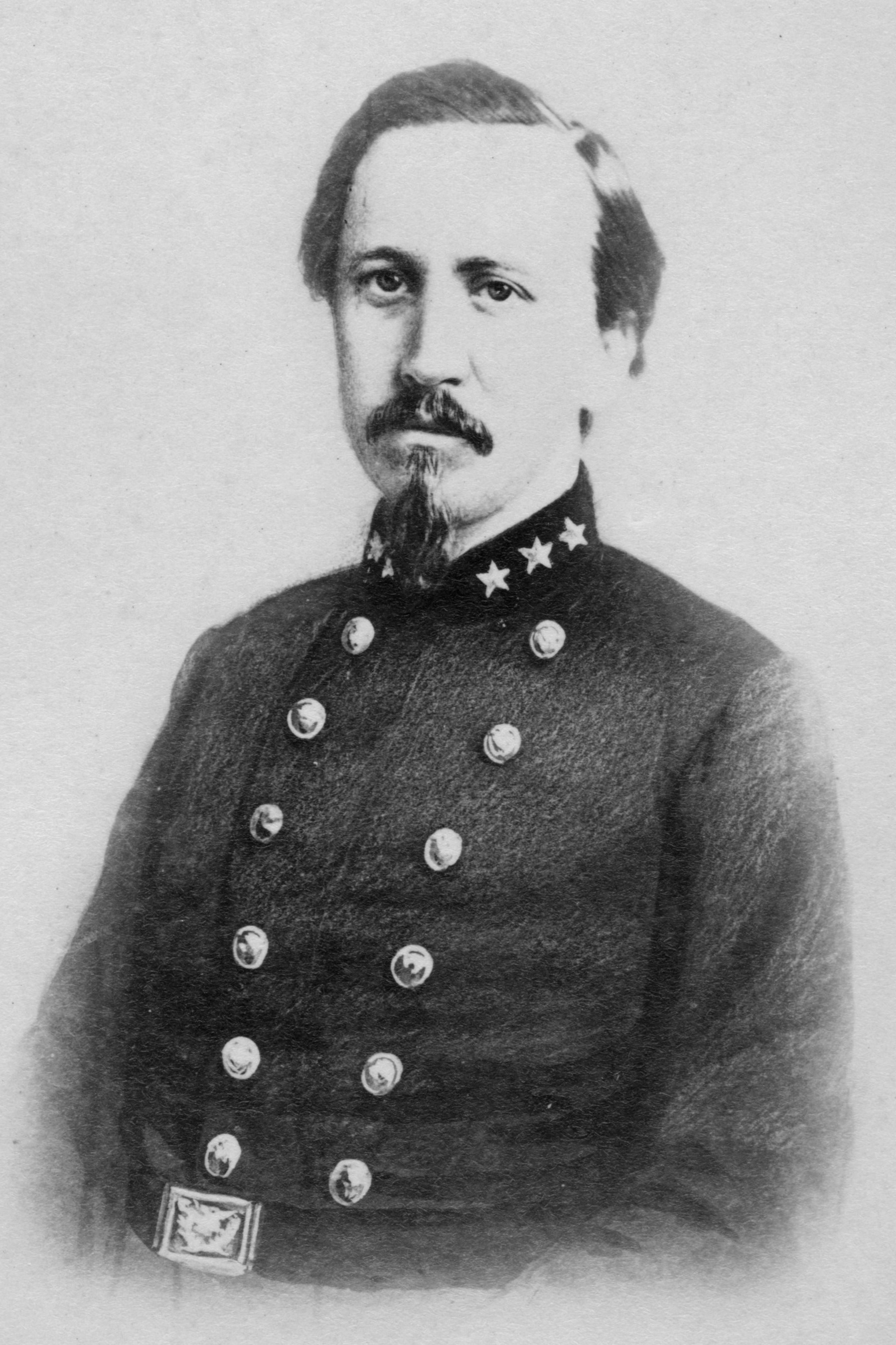
Foto di Bradley Tyler Johnson.

Il capitano Bradley Tyler Johnson rifiutò l'offerta propostagli dai virginiani di unirsi ad uno dei loro reggimenti, insistendo sul fatto che il Maryland dovesse venire rappresentato indipendentemente all'interno delle forze sudiste; venne così concordato che A. Elzey - un esperto ufficiale militare di carriera - avrebbe comandato il "1st Maryland Regiment".
Il suo ufficiale esecutivo fu proprio G. H. Steuart (che di lì a poco sarebbe stato conosciuto come "Maryland Steuart", per distinguerlo dal suo più famoso collega cavalleggero e quasi omonimo James Ewell Brown Stuart).
Il "1st Maryland Infantry Regiment" fu ufficialmente formato il 16 giugno 1861, ed il 25 giugno altre due compagnie vi si unirono in quel di Winchester (Virginia): i termini iniziali di arruolamento furono previsti con scadenza entro dodici mesi.
È stato stimato che della popolazione statale del 1860 la quale ammontava a 687.000 unità, all'incirca in 25.000 si trasferirono al Sud; mentre circa 60.000 prestarono servizio in tutti i rami dell'esercito unionista. Uno dei reggimenti distintosi sulla linea del fronte fu la "2nd Maryland Infantry", che effettuò una considerevole azione di combattimento entro il IX Corpo d'armata federale.

### Uno Stato diviso
Non tutti quelli che pur simpatizzando con quel "pugno di ribelli" (come solevano venir identificati) avrebbero abbandonato apertamente le loro case e famiglie per unirsi alla causa confederata. Alcuni, come il medico Richard Sprigg Steuart, rimasero nel Maryland dandosi ala macchia ed offrendo il proprio contributo attraverso una capillare opera di spionaggio filo-sudista, rifiutandosi oltretutto di sottoscrivere alcun giuramento di lealtà nei riguardi dell'Unione.
Poco più tardi il residente di Baltimora W. W. Glenn descrisse Steuart come un latitante ricercato dalle autorità per essere un pericoloso bandito e criminale colpevole di alto tradimento: "Stavo passando la serata fuori quando d'un tratto si avvicinò alla mia sedia da dietro e mi si posò una mano sulla spalla. Mi sono girato e ho visto il dottor R. S. Steuart. È stato nascosto per più di sei mesi. I suoi vicini sono talmente indisposti contro di lui che non osa tornare a casa; si è impegnato in tal senso già a partire dal 19 aprile ed è noto per essere stato decisamente un filo-meridionale, che probabilmente sarebbe stato gettato in una fortezza se solo fosse stato catturato. Va di qua e di là, a volte soggiorna in una contea, a volte in un'altra e poi passa qualche giorno in città. Non si fa mai vedere durante il giorno e dimostra una somma prudenza nel farsi scorgere in qualsiasi momento".

## Guerra civile
(Raimondo Luraghi.)
Poiché le simpatie del Maryland rimasero divise i suoi concittadini avrebbero avuto più di un'occasione per combattersi l'un contro l'altro per tutto il corso del conflitto. Oltre alle battaglie citate di seguito sul suolo marylandese si svolsero altri scontri considerati per lo più minori:
- la battaglia di Hancock, la battaglia di Crampton's Gap e la battaglia di Harpers Ferry nel 1862;
- la battaglia di Funkstown, la battaglia di Boonsboro, la battaglia di Williamsport, la battaglia di Bulltown e la battaglia di Droop Mountain nel 1863;
- infine la battaglia di Folck's Mill e la battaglia di Smithfield Crossing nel 1864.

### Battaglia di Fort Royal
Il 23 maggio 1862, nella battaglia di Front Royal, la 1st Maryland Infantry confederata venne lanciata nello scontro proprio per affrontare la 1st Regiment Maryland Volunteer Infantry unionista. Questa fu l'unica volta nell'intera storia militare statunitense in cui due reggimenti con la stessa designazione numerica ed appartenenti allo stesso Stato federato s'impegnarono l'uno di fronte all'altro in combattimento.
Dopo ore di lotta ininterrotta i meridionali ne uscirono vittoriosi, nonostante l'inferiorità sia numerica che nei mezzi e nell'equipaggiamento a disposizione; quando vennero catturati i prigionieri, molti uomini riconobbero ex amici e familiari. Il maggiore William Goldsborough, le cui memorie intitolate The Maryland Line in the Confederate Army narrano gli eventi storici dei marylandesi ribelli del tempo, scrisse riferendosi a questa battaglia: "Quasi tutti riconoscevano vecchi amici e conoscenti, che salutavano cordialmente e dividevano con loro le razioni che avevano appena spezzato con le loro stesse mani".
Tra gli avversari che si arresero al maggior Goldsborough vi fu anche il fratello di questi, Charles Goldsborough.

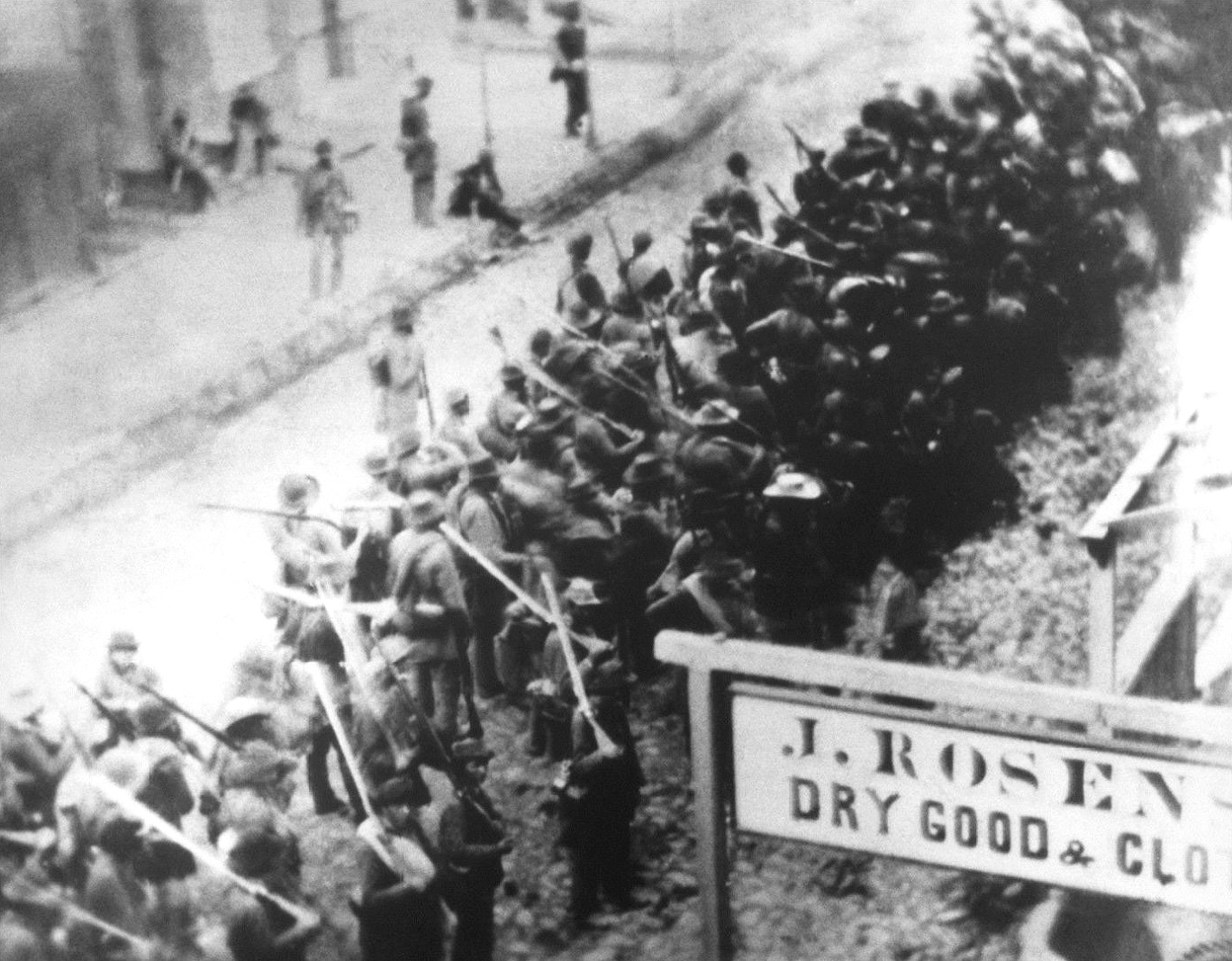
Truppe confederate in marcia a Frederick (Maryland) nel 1862 durante la Campagna del Maryland.

Il 6 settembre i soldati sudisti avanzarono fino ad occupare Frederick (Maryland) e dall'abitazione del colonnello Bradley T. Johnson venne emesso un proclama il quale invitava i marylandesi a "unirsi ai suoi colori"; ma dimostrando una forte disapprovazione nei riguardi degli esuli ben poche reclute si affollarono sotto lo stendardo secessionista.
Non è chiaro se ciò fosse dovuto alla preferenza locale verso la causa dell'Unione oppure allo status generalmente "irregolare" dell'esercito confederato; molti dei suoi uomini rimasero addirittura del tutto sprovvisti di calzature.
La cittadina sarebbe stata in seguito occupata dalle truppe di Jubal Anderson Early, il cui comandante minacciò di dare fuoco a tutte le case e ai negozi dei civili se questi non avessero prontamente accettato di sottomettersi alla richiesta del pagamento di un riscatto; anche Hagerstown (Maryland) dovette subire un simile destino da parte degli invasori sudisti.

### Sangue fraterno bagna l'Antietam
Uno degli scontri più sanguinosi combattuti durante la guerra civile (ed uno dei più significativi) fu la battaglia di Antietam, combattuta il 17 settembre 1862 nelle immediate vicinanze di Sharpsburg (Maryland); in una tal occasione i marylandesi si affrontarono distinguendosi in entrambi gli schieramenti.
Questo scontro fu il culmine della Campagna del Maryland promossa da Robert Edward Lee, mirante a portare direttamente la guerra entro i confini del Nord; l'Armata Confederata della Virginia Settentrionale composta da circa 40.000 uomini fece la sua irruzione nel territorio del Maryland poco dopo la recente vittoria ottenuta nella Seconda battaglia di Bull Run.

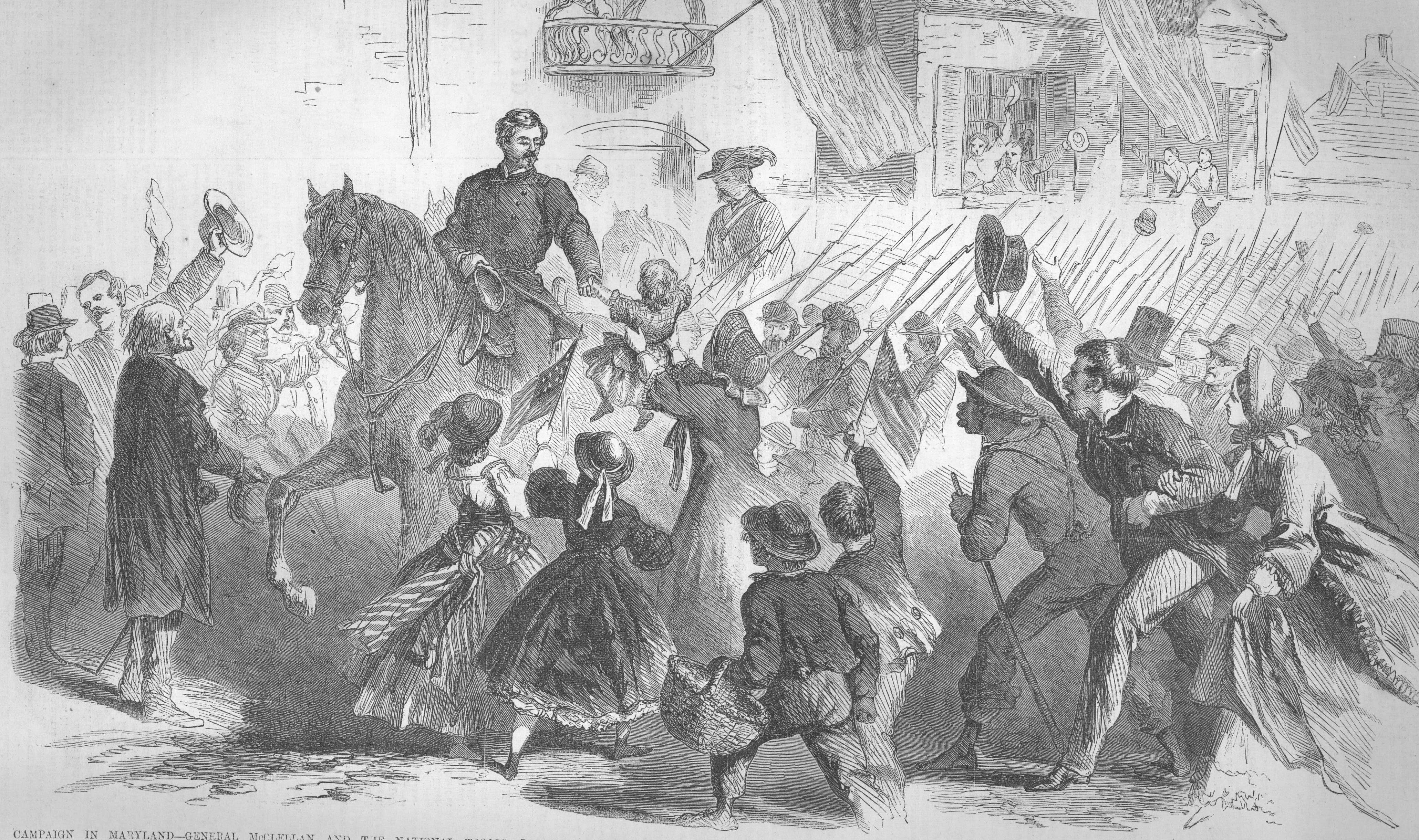
George McClellan attraversa a cavallo Frederick (Maryland) il 12 settembre 1862, poco prima della battaglia di Antietam. Illustrazione dell'epoca.

Mentre l'Armata del Potomac del maggior generale George McClellan forte di 87.000 effettivi avviava le operazioni di trasferimento per poter intercettare Lee un soldato unionista rinvenne una copia smarrita dei dettagliati piani di battaglia dell'esercito avversario: era la mattina di domenica 14 settembre. 

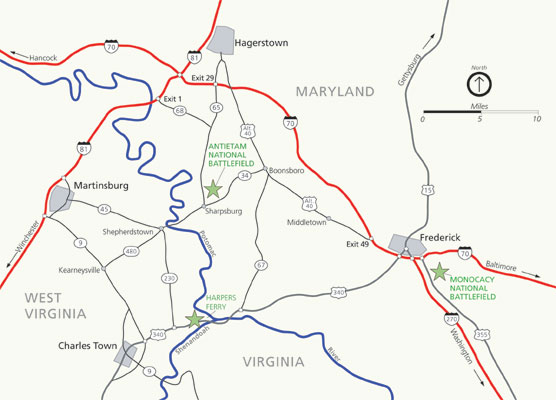
Mappa indicante l'area coinvolta nello scontro bellico.

L'ordine indicava chiaramente che Lee avrebbe diviso le proprie forze disperdendone le parti così separate geograficamente. Inviati i suoi Corpi d'Armata rispettivamente ad Harper's Ferry nella Virginia Occidentale e a Hagerstown, questi si sarebbero trovati completamente isolati l'uno dall'altro con la possibilità quindi di venire sconfitti al dettaglio; questo però solo se McClellan avesse avuto la capacità di muoversi il più rapidamente possibile.
Invece il generale unionista si attardò inspiegabilmente attendendo ben 18 ore prima di decidersi finalmente di approfittare dell'insperata occasione offertagli dall'intelligence per riposizionare le sue forze basandosi su tali informazioni. In questo modo mise in pericolo un'occasione d'oro per battere Lee in una maniera che avrebbe ben potuto risultare essere decisiva. 

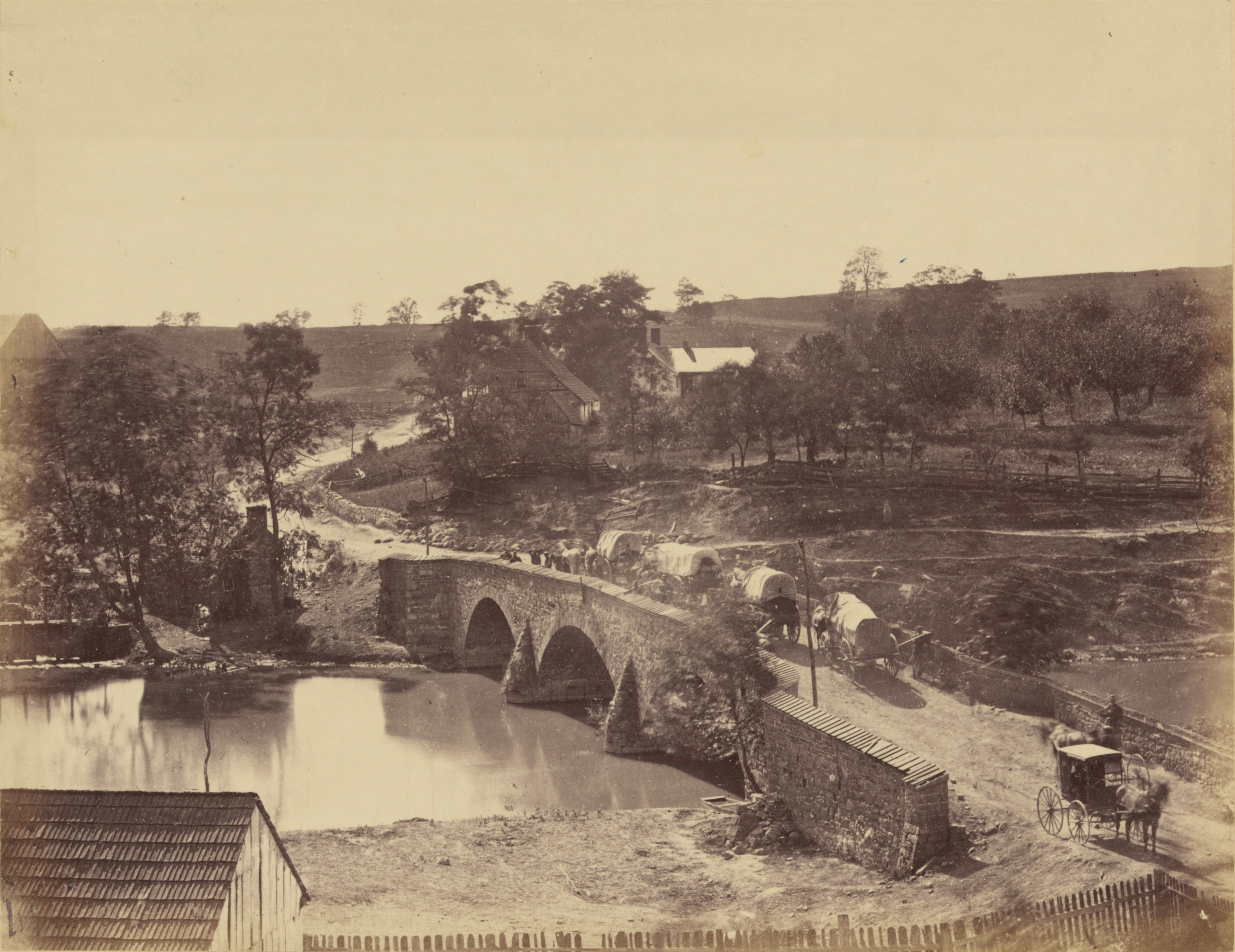
L'attraversamento del ponte di Burnside sull'Antietam Creek da parte delle truppe unioniste in una foto di Alexander Gardner (settembre 1862).

I due eserciti s'incontrarono nei pressi di Sharpsburg dalla parte delle rive dell'Antietam Creek (affluente del fiume Potomac; le perdite furono ingenti su entrambi i lati.

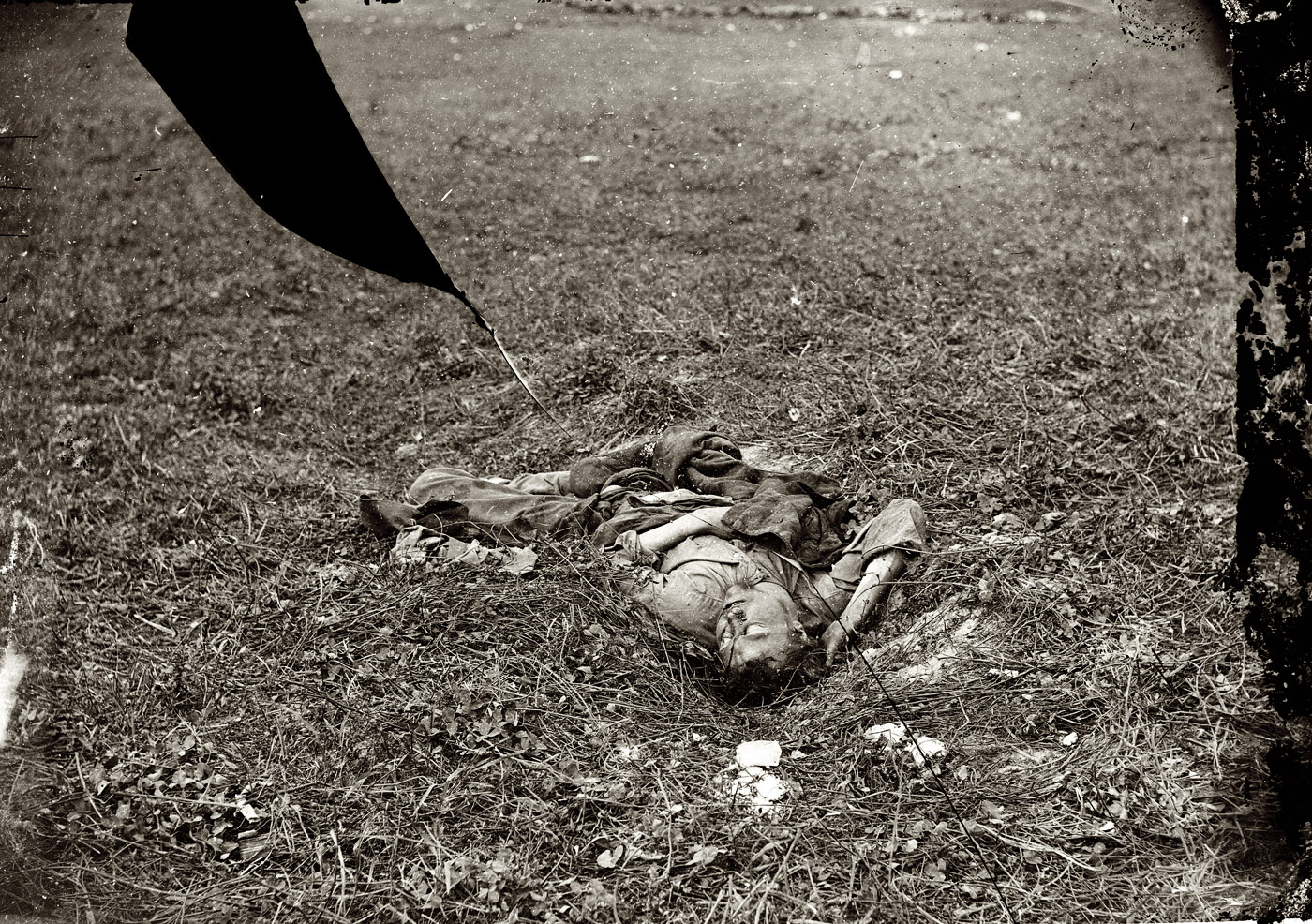
Un soldato confederato caduto ad Antietam. Foto di Alexander Gardner.

L'Union Army contò 12.401 perdite totali con 2.801 morti; le vittime del Confederate States Army furono 10.318 con 1.546 morti: ciò rappresentò il 25% dell'intera forza federale e il 31% di quella secessionista.
Quel 17 settembre morirono in battaglia più americani rispetto a qualsiasi altra giornata campale in tutta la storia militare della nazione fino ad allora. Il generale confederato Ambrose Powell Hill la descrisse: "Il più terribile massacro che questa guerra abbia mai visto. L'ampia superficie del fiume era blu [dal colore delle giubbe unioniste] con corpi fluttuanti del nostro nemico che lo ricoprivano interamente. Ma pochi sono riusciti a fuggire vivi per poter andare a raccontarlo in giro".
Sebbene tatticamente inconcludente essa viene considerata una vittoria strategica unionista e un punto di svolta della guerra di secessione, in quanto costrinse a porre termine alla preventivata invasione del Nord e permettendo così ad Abraham Lincoln di emanare il Proclama di emancipazione, con suo pieno effetto a partire dal 1º gennaio seguente.

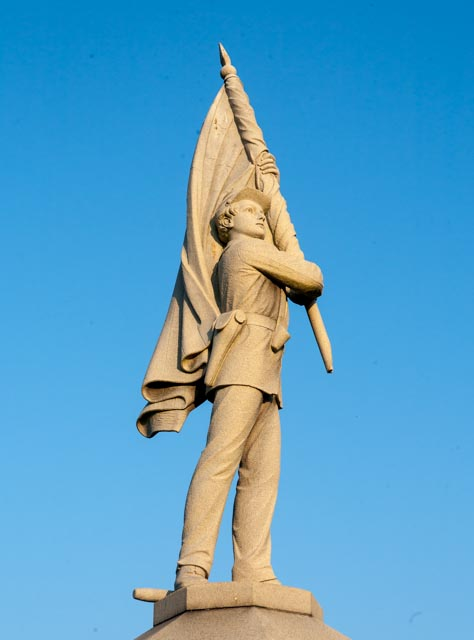
Monumento eretto sul sito della battaglia di Antietam.

Il presidente avrebbe desiderato rendere pubblica la propria scelta già prima di questo momento, ma aveva il disperato bisogno di una vittoria militare per far sì che il proclama stesso non divenisse controproducente. Come ebbe modo di dichiarare egli stesso cinque giorni prima del confronto delle armi:

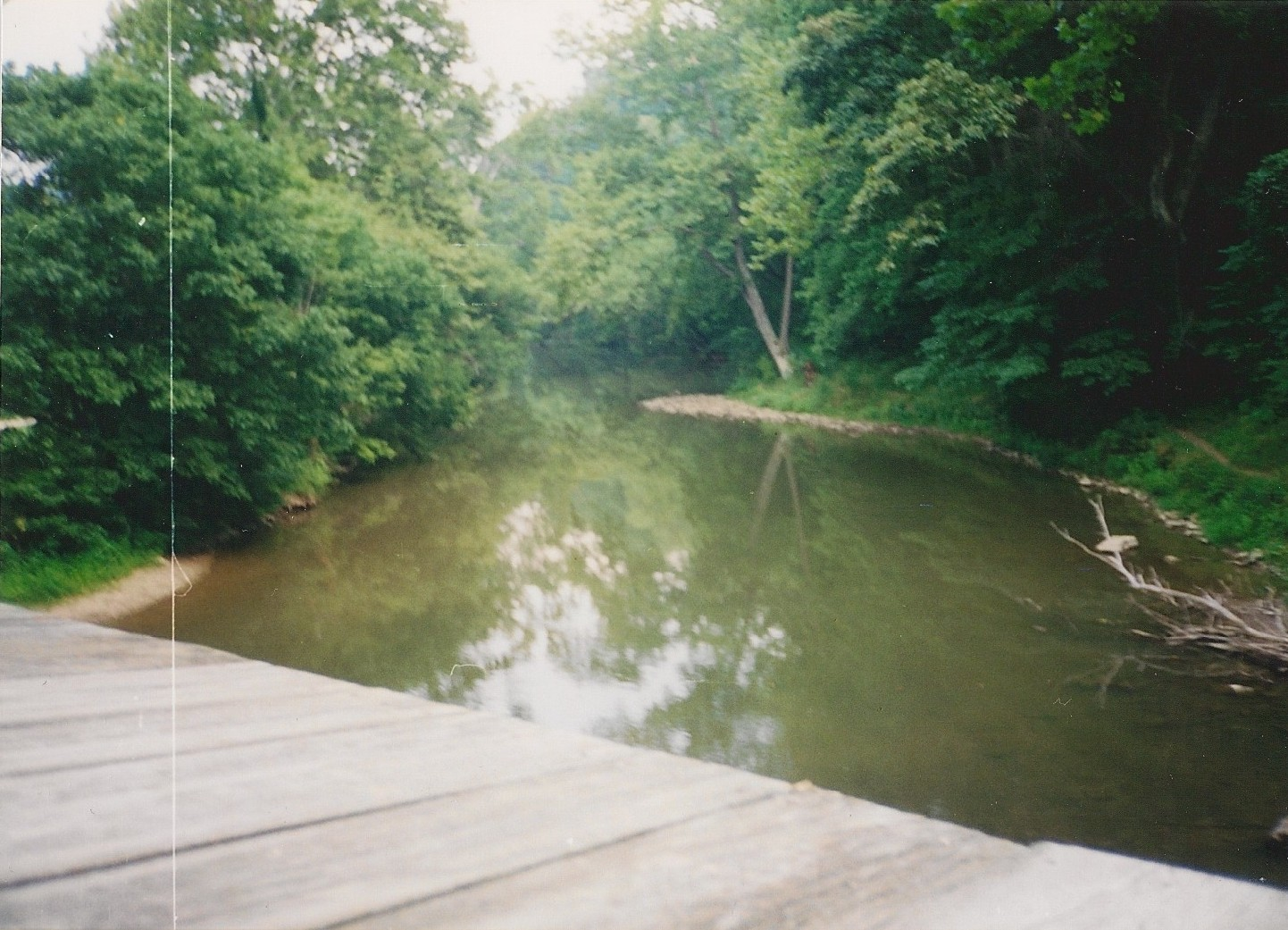
Il corso dell'Antietam Creek nel 2002.

Lincoln fa qui un riferimento colto ad una storia che apparve per la prima volta in una biografia postuma del 1475 e successivamente abbellita e resa popolare da Pierre Simon Laplace: il papa avrebbe sottoposto a scomunica l'apparizione della cometa di Halley nel 1456, ritenendo che fosse di malaugurio per i difensori cristiani di Belgrado contro gli eserciti assedianti dell'Impero ottomano.
La sconfitta di Lee ad Antietam può altresì essere interpretata come un punto di svolta in quanto potrebbe aver definitivamente dissuaso i governi di Francia e Gran Bretagna dall'intervenire diplomaticamente tramite un riconoscimento ufficiale degli Stati Confederati d'America, il che si sarebbe rivelato esiziale per la causa unionista. Da questo momento in poi le nazioni europee cominciarono seriamente a dubitare della capacità del Sud sia di mantenersi indipendente che di vincere la guerra.

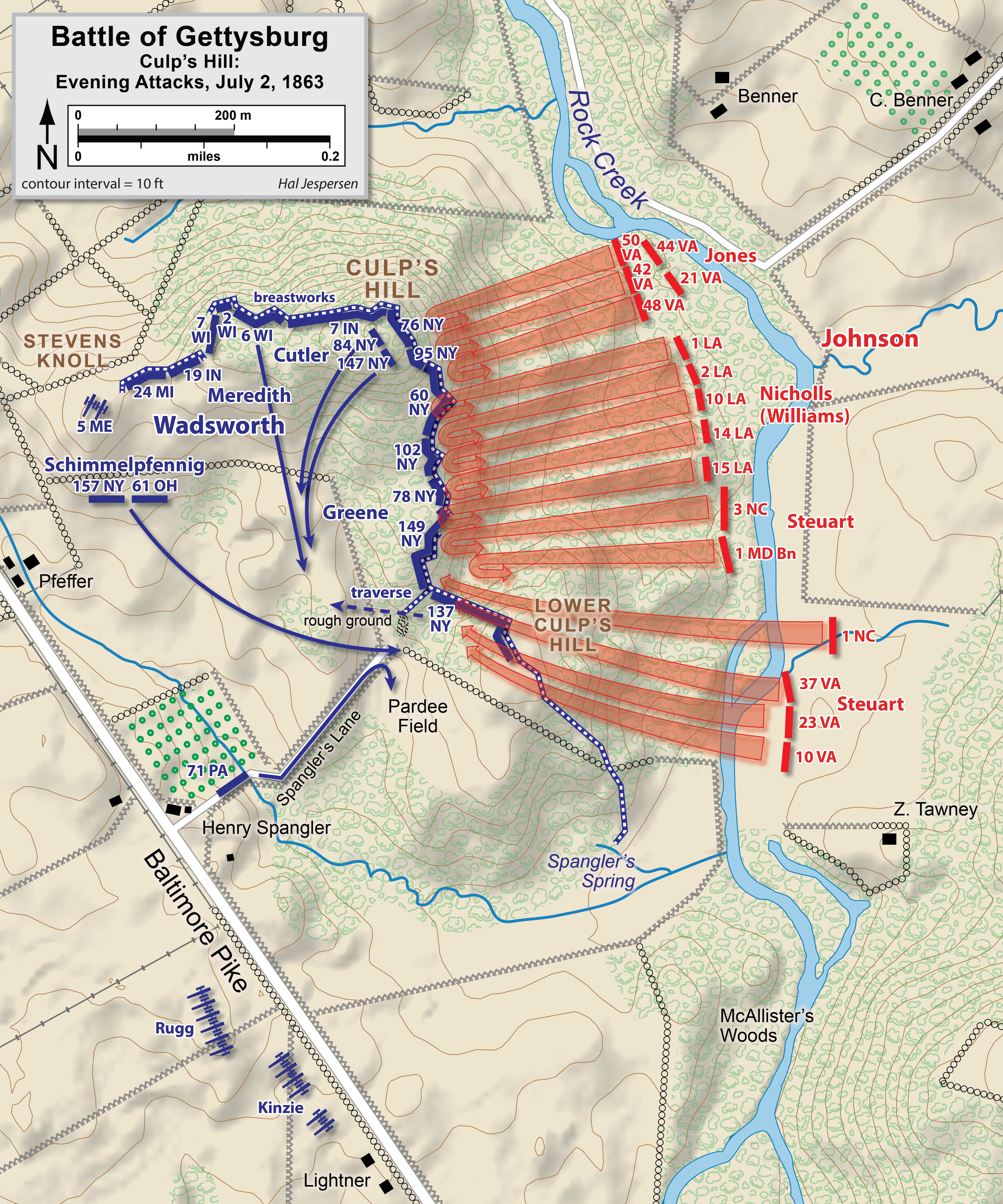
La 2nd Maryland infantry confederata all'assalto delle linee unioniste durante la seconda giornata della battaglia di Gettysburg a Culp's Hill.

### Marcia su Gettysburg
Nel giugno del 1863 l'Armata del generale Lee intraprese nuovamente la sua avanzata in direzione Nord, invadendo per la seconda volta il Maryland e portando la guerra nel territorio unionista. 

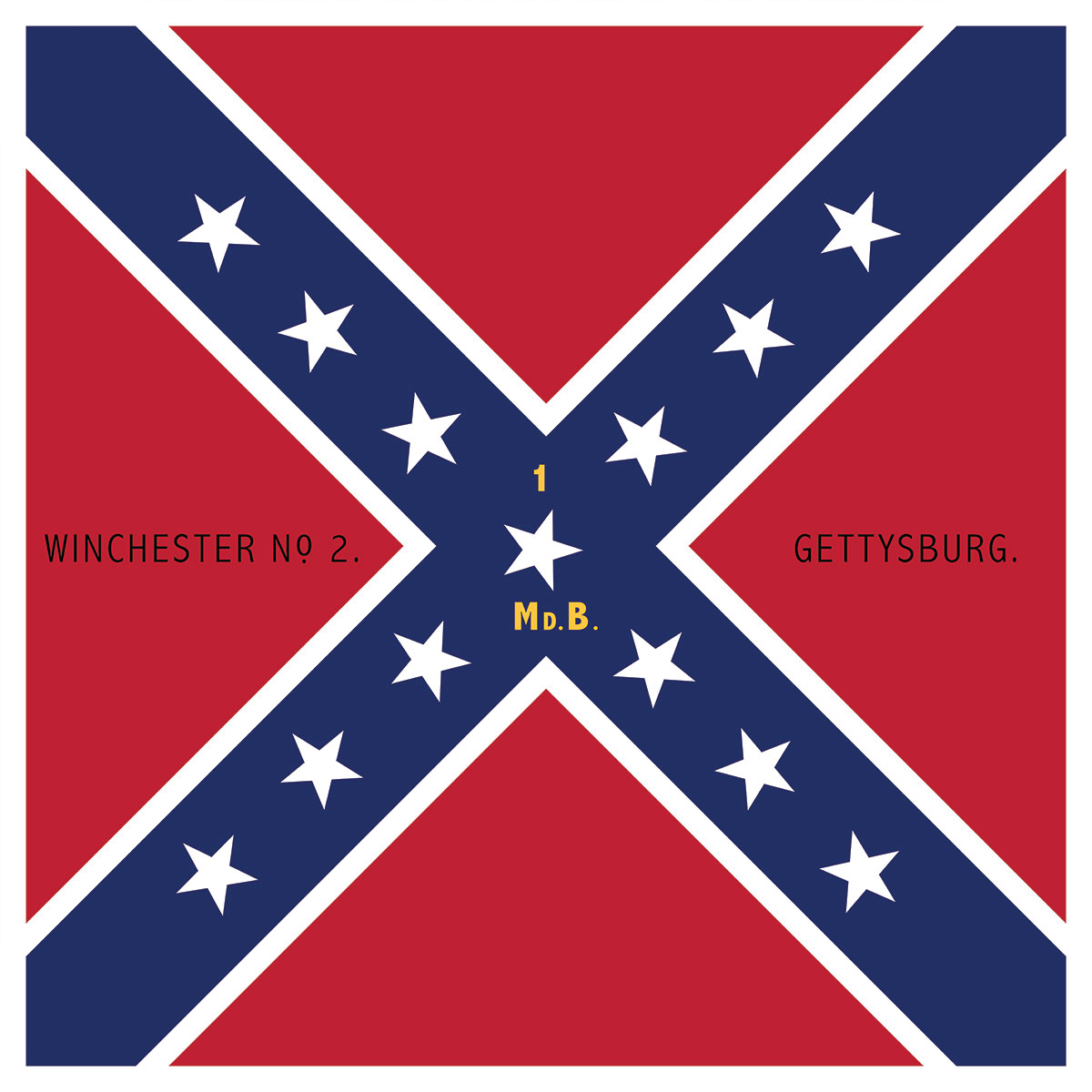
Bandiera di battaglia del 2nd Maryland Infantry/1st Maryland Battalion confederato.

Alcune testimonianze e fonti primarie affermano che l'esiliato George H. Steuart, a capo della 2nd Maryland Infantry regiment, sia saltato improvvisamente giù dal proprio cavallo per poter così baciare il suolo natio e mettersene la terra sul capo in segno di giubilo.
Secondo le notizie riportate da uno dei suoi più stretti collaboratori:
Il quartiermastro John Howard rammentò successivamente che Steuart eseguì 17 doppie capriole per tutto il tempo della marcia fischiettando contemporaneamente Maryland, My Maryland.
Tali celebrazioni di entusiasmo si sarebbero però dimostrate di assai breve durata, poiché proprio la brigata di Steuart sarebbe stata gravemente decimata nella battaglia di Gettysburg (dal 1° al 3 luglio 1863); un altro punto di svolta del conflitto ed un rovescio talmente pesante dal quale l'esercito sudista non si sarebbe mai più ripreso.

Schema della battaglia di Monocacy.

### Battaglia di Monocacy
Nel 1864 le Armate dei contrapposti eserciti si incontrarono nuovamente nel terreno del Maryland, sebbene questa volta la portata e le dimensioni dello scontro furono molto più ridotte. La battaglia di Monocacy fu combattuta il 9 luglio, appena fuori dal centro abitato di Frederick, come parte della Campagna della Valle dello Shenandoah condotta vittoriosamente a termine dal generale unionista Philip Henry Sheridan.
Le forze confederate sotto il comando del tenente generale J. A. Early riuscirono alla fine a sconfiggere le truppe avversarie guidate dal maggior generale Lew Wallace; lo scontro fu parte del raid di Early compiuto attraverso la valle dello Shenandoah e nel Maryland, messa in atto nel tentativo di alleviare la situazione di Lee rimasto irrimediabilmente accerchiato nell'assedio di Petersburg guidato dal Comandante generale Ulysses S. Grant.
Nonostante ciò Wallace fece in modo di ritardare considerevolmente l'avanzata di Early, trattenendolo per quasi una giornata intera, acquistando così abbastanza tempo per far sì che Grant potesse inviare i necessari soccorsi provenienti dalla sua Armata e indirizzarli alle carenti difese di Washington.

## Prigionieri di guerra
Migliaia di truppe unioniste rimasero di stanza sul suolo del Maryland, innanzitutto nella contea di Charles, comprese le prime unità arruolate nell'United States Colored Troops.

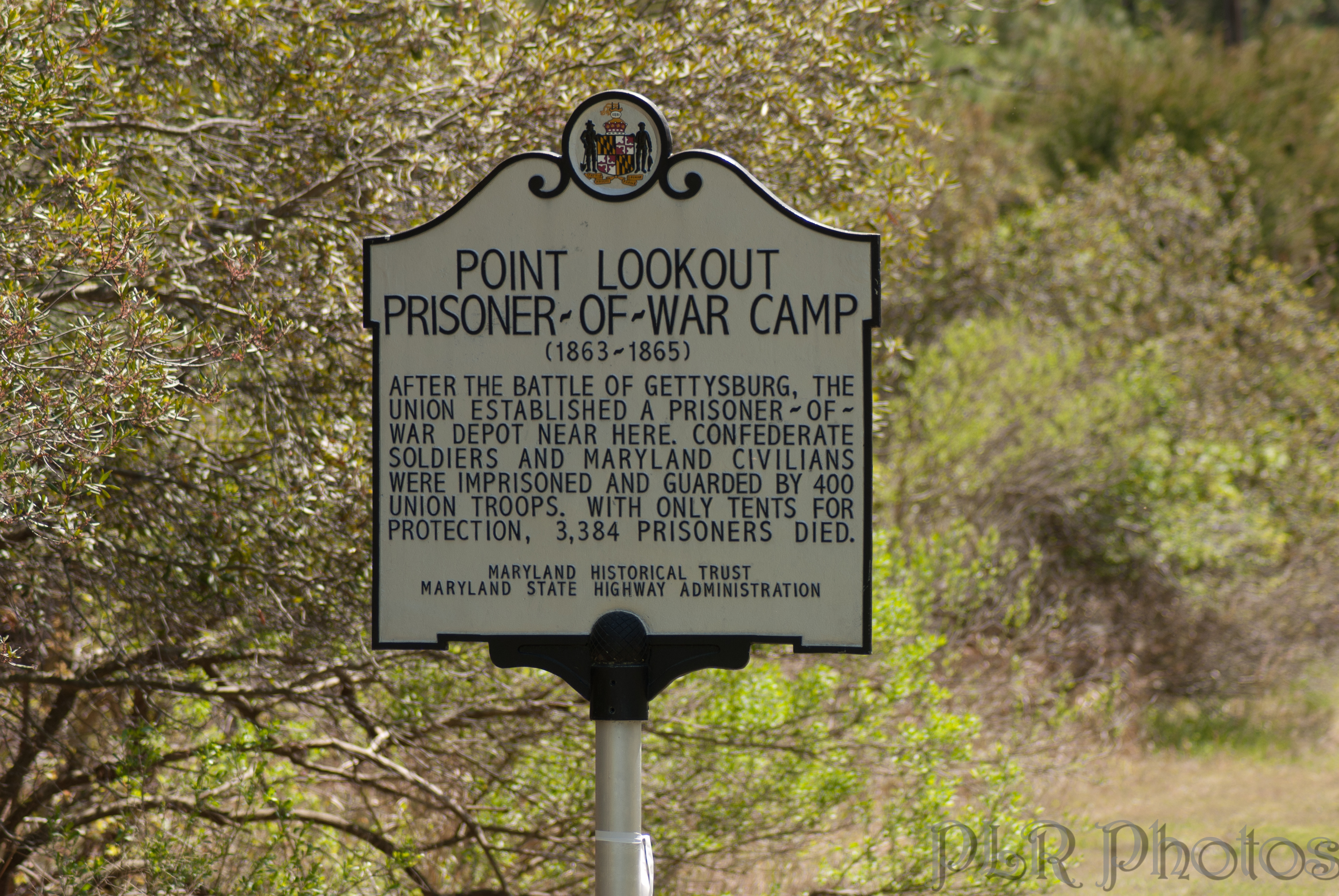
Targa storica commemorativa al Point Lookout State Park.

La presidenza di Abraham Lincoln vi stabilì inoltre un ampio campo di prigionia non protetto a "Point Lookout", situato nella punta meridionale del Maryland nella contea di Saint Mary tra il fiume Potomac e la baia di Chesapeake, dove vennero raccolti e trattenuti migliaia di prigionieri confederati, spesso in condizioni altamente difficoltose.

Localizzazione della contea di Saint Mary's.

Dei 50.000 soldati meridionali detenuti ed alloggiati in tende di fortuna nell'immenso accampamento tra il 1863 e il 1865, secondo il "Maryland Department of Natural Resources" (facente parte del "Maryland Park Service") ne morirono quasi 4.000.
Sebbene questo tasso di mortalità dell'8% sia stato meno della metà di quello presente tra i soldati che stavano ancora combattendo sul campo con i rispettivi eserciti.

Localizzazione di Parole (Maryland).

La durezza delle condizioni di vita a Point Lookout, ed in particolare l'ipotesi che ciò costituisse parte di una deliberata politica di "direttive vendicative" provenienti direttamente da Washington, rimane a tutt'oggi oggetto di serrata discussione.

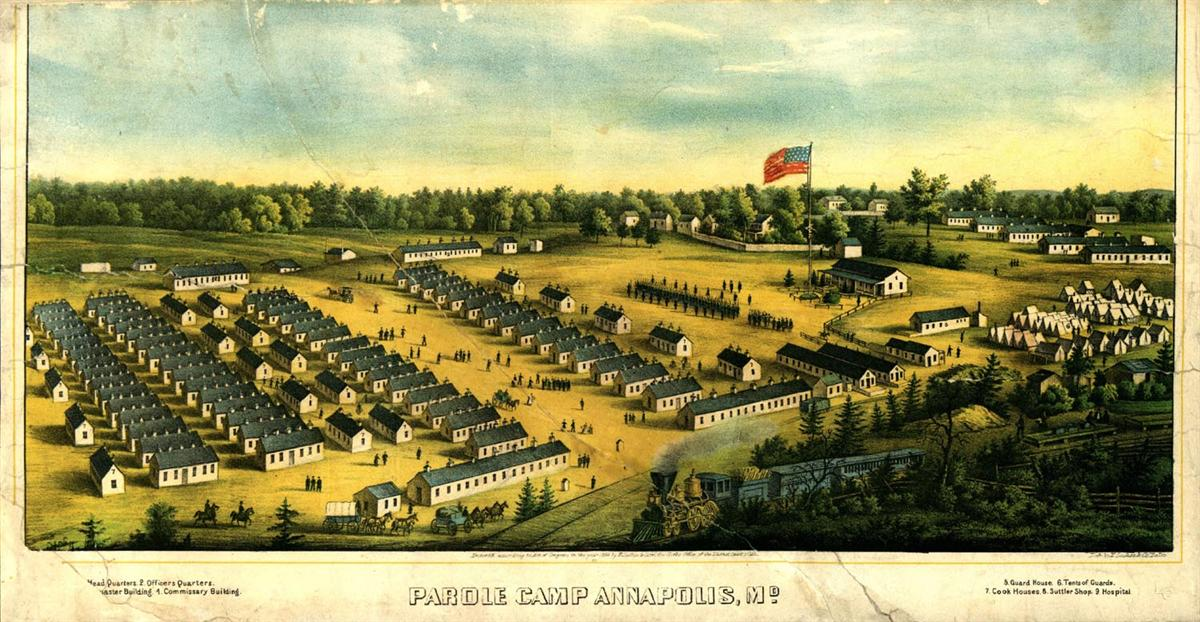
Il campo di Parole (Maryland).

Il sobborgo occidentale della capitale statale Annapolis - nell'odierna Parole (Maryland) - divenne un campo di transito in cui i prigionieri attendevano uno scambio formale con la parte avversa, questo nei primi anni del conflitto.
All'incirca 70.000 soldati vi passarono, almeno fino a quando Ulysses S. Grant non assunse formalmente il comando dell'Union Army nel 1864, ponendo termine al sistema di scambio dei prigionieri.

## Schiavitù e emancipazione
Coloro che votarono affinché il Maryland rimanesse nell'Unione almeno inizialmente non contemplarono alcuna iniziativa di emancipazione rivolta ai molti schiavi presenti nel suo territorio statale, né tanto meno nei riguardi di quelli residenti negli Stati Confederati d'America. Ancora nel marzo del 1862 l'Assemblea legislativa fece approvare una serie di risoluzioni asserendo: "Questa guerra viene perseguita dalla Nazione con un solo oggetto e scopo, ossia un ristabilimento dell'Unione proprio così come era precedentemente allo scoppiò la ribellione. Gli stati ribelli devono essere ricondotti ai loro posti all'interno dell'Unione, senza alcun cambiamento o diminuzione dei loro diritti costituzionali".
In altre parole per quanto concerneva i marylandesi (e non solo loro) il conflitto verteva esclusivamente sulla questione dell'unità nazionale; si combatteva pertanto per il suo immediato ripristino, non certo per la liberazione degli schiavi. Inoltre, poiché il Maryland era rimasto nell'Unione, lo Stato non venne incluso nel proclama di emancipazione entrato in vigore a tutti gli effetti a partire dal 1º gennaio 1863.
Esso dichiarava che tutti gli schiavi negli Stati secessionisti - ma non quelli negli Stati cuscinetto rimasti in larga parte filo-unionisti seppur schiavisti - a partire da quel momento in poi sarebbero stati considerati a tutti gli effetti liberi. Fu solamente l'anno successivo che si tenne una Convention costituzionale la quale avrebbe dovuto affrontare la questione della schiavitù nel Maryland.

### Costituzione del 1864 e abolizione della schiavitù
La permanenza della pratica schiavista (e del suo commercio interstatale) fu infine affrontata dalla Costituzione che si venne ad adottare nel 1864. Il documento, che sostituiva il precedente del 1851, venne largamente sostenuto dagli unionisti che erano riusciti rapidamente ad assicurarsi il controllo sia politico che militare dello Stato, ed era stato formulato da una Convention riunitasi ad Annapolis ad aprile.
All'articolo 24 si bandì in via definitiva lo schiavismo; ma una delle caratteristiche maggiormente peculiari della nuova costituzione fu rappresentato da un "giuramento di fedeltà" altamente restrittivo il quale era stato progettato esplicitamente per ridurre l'influenza dei simpatizzanti sudisti, oltre che per impedire a tali individui di poter ricoprire cariche pubbliche di qualsiasi tipo.
Come detto la nuova costituzione emancipò infine tutti gli schiavi dello Stato i quali non erano stati liberati a seguito del proclama emanato da Abraham Lincoln, ma soprattutto sottopose a stigmatizzazione i simpatizzanti del Sud tramite un'autentica interdizione legale; ridistribuì quindi i seggi dell'Assemblea parlamentare, basata esclusivamente sui rappresentanti degli abitanti bianchi americani.
Quest'ultima disposizione, oltre che contribuire a riappacificare gli animi, diminuì sensibilmente il potere delle piccole contee, la ove viveva la maggior parte della vasta popolazione di ex schiavi. La costituzione venne presentata alla ratifica popolare il 13 ottobre 1864: fu approvata di strettissima misura con 30.174 favorevoli a fronte di 29.799 contrari (il 50,31% contro il 49,69%) in un referendum ampiamente caratterizzato da pesanti intimidazioni sia pubbliche che private e da un uso cospicuo di brogli elettorali.
Il risultato che se ne ottenne rimase fortemente controverso, dati gli stretti legami che continuavano a sussistere con i confederati e le simpatie apertamente espresse dallo Stato verso quella direzione. Coloro che votarono nei loro seggi elettorali di residenza si dimostrarono contrari: 29.536 contro 27.541; tuttavia ci si garantì la ratifica solamente dopo che il voto espresso dai soldati al fronte venne incluso nel conteggio.
I marylandesi che prestavano servizio nell'Union Army si dimostrarono essere in gran parte favorevoli, 2.633 contro 263; invece i militari i quali, pur continuando ad essere residenti, stavano però combattendo a fianco dei confederati - e che pertanto non poterono esprimere il proprio giudizio - con tutta probabilità si sarebbero opposti in una maniera schiacciante.
La nuova costituzione poté così entrare in vigore a partire dal 1º novembre; ma essa, mentre emancipava tutti gli schiavi dello Stato, ciò non si significò e non si tradusse in alcun modo con una uguaglianza sociale di fatto per gli afroamericani, in buona parte perché il diritto di voto continuò a rimanere appannaggio limitato ai maschi bianchi. Occorre tuttavia far notare e sottolineare il fatto che l'abolizione precedette di un anno lo stesso XIII emendamento il quale bandì costituzionalmente la schiavitù, ma che non entrò in vigore fino al 6 dicembre 1865.
L'emancipazione non portò automaticamente all'acquisizione del diritto di cittadinanza per gli ex schiavi: l'Assemblea parlamentare del Maryland a suo tempo si rifiutò di ratificare sia il XIV emendamento (il conferimento della cittadinanza a tutti gli ex schiavi nati sul suolo americano) che il XV emendamento (la concessione del voto agli afroamericani). Il diritto di voto venne infine esteso anche ai maschi "non bianchi" solo nella successiva Costituzione del 1867, quella che continua a rimanere in vigore fino ai giorni nostri.

## Omicidio del presidente
Le questioni della schiavitù e della legittimità della secessione attraverso l'uso delle armi avrebbero potuto venire facilmente risolte dalla nuova Costituzione, ma anche dopo che ci cercò di farlo in termini di diritto legale non si pose affatto fine al dibattito e non allentò minimamente l'animosità accumulata nel tempo.

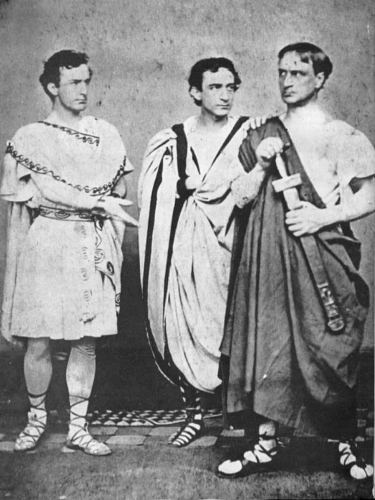
John Wilkes Booth assieme ai fratelli Edwin Booth e Junius Brutus Booth Jr. mentre recita il Giulio Cesare nel 1864.

La sera del 14 aprile 1865, Venerdì santo, l'attore filo-sudista John Wilkes Booth sparò alle spalle presidente mentre questi si trovava ad assistere ad una rappresentazione all'interno del Teatro Ford di Washington colpendolo al capo.
Booth nacque nella contea di Harford, una regione settentrionale al confine con la Pennsylvania unionista che possedeva ben pochi schiavi. Secondo quanto riferirono i testimoni presenti sulla scena del crimine il giovane, dopo aver esploso il colpo di pistola fatale, avrebbe gridato "Sic semper tyrannis" ("Così sempre ai tiranni"): le parole che secondo la tradizione avrebbe pronunziato Marco Giunio Bruto subito dopo il Cesaricidio.

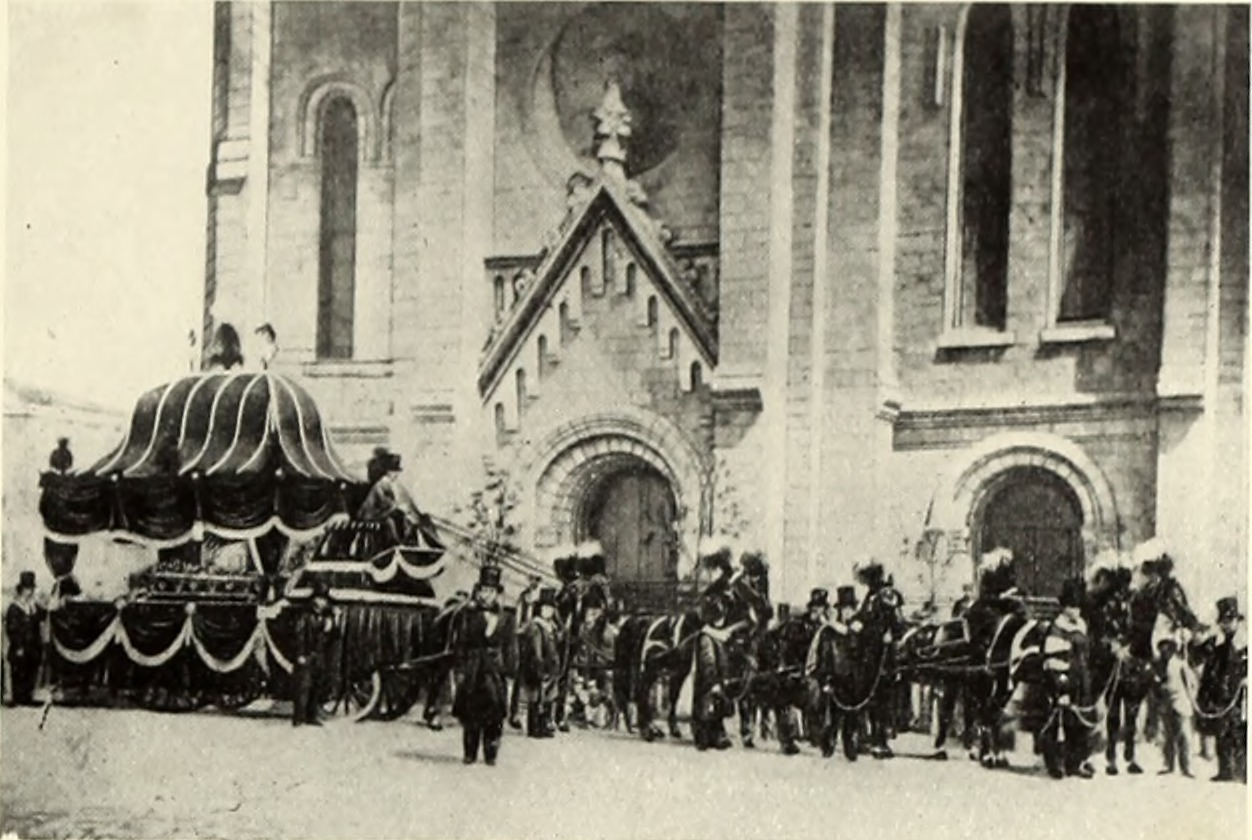
Il catafalco funebre del presidente.

Altri, incluso lo stesso Booth, affermarono invece che la frase urlata sarebbe stata solo "Sic semper"; alcuni infine non ricordarono affatto di aver sentito l'assassino dire alcunché in lingua latina.
Per altri ancora avrebbe dichiarato: così il Sud è vendicato! o in alternativa questa è la vendetta per il Sud! o il Sud così sarà libero! In due affermarono che, subito dopo aver sparato, disse: L'ho fatto!
Booth fuggì a cavallo galoppando fino al Maryland meridionale, ove fu assistito (era rimasto ferito) e aiutato da residenti compiacenti e solidali; una settimana dopo guadò il Potomac di nascosto durante la notte per dirigersi in Virginia, là ove avrebbe incontrato a sua volta la morte.

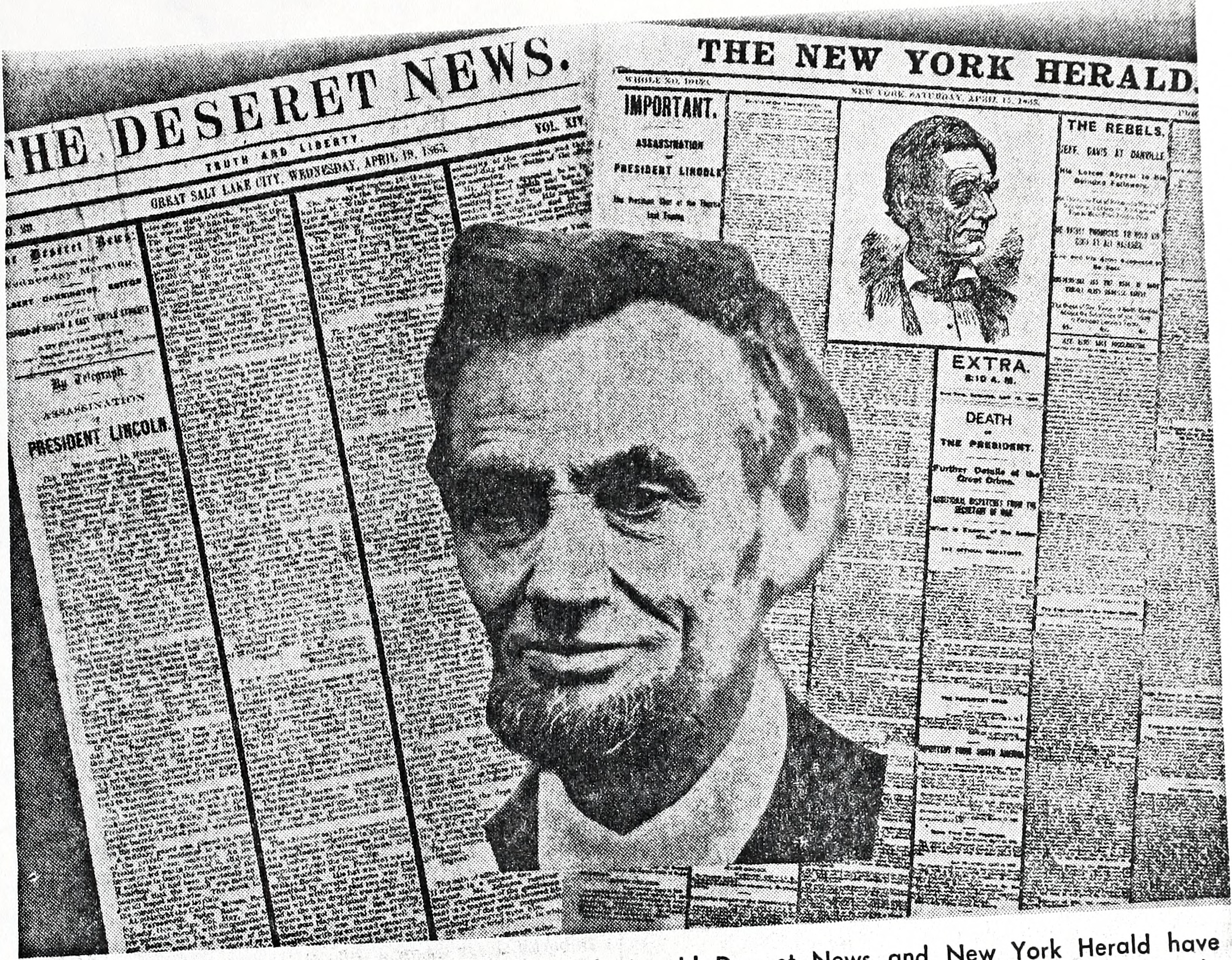
La notizia del crimine sulla stampa.

Nella lettera scritta di suo pugno con l'intento di voler spiegare e giustificare il proprio atto l'assassino dichiarò espressamente che:

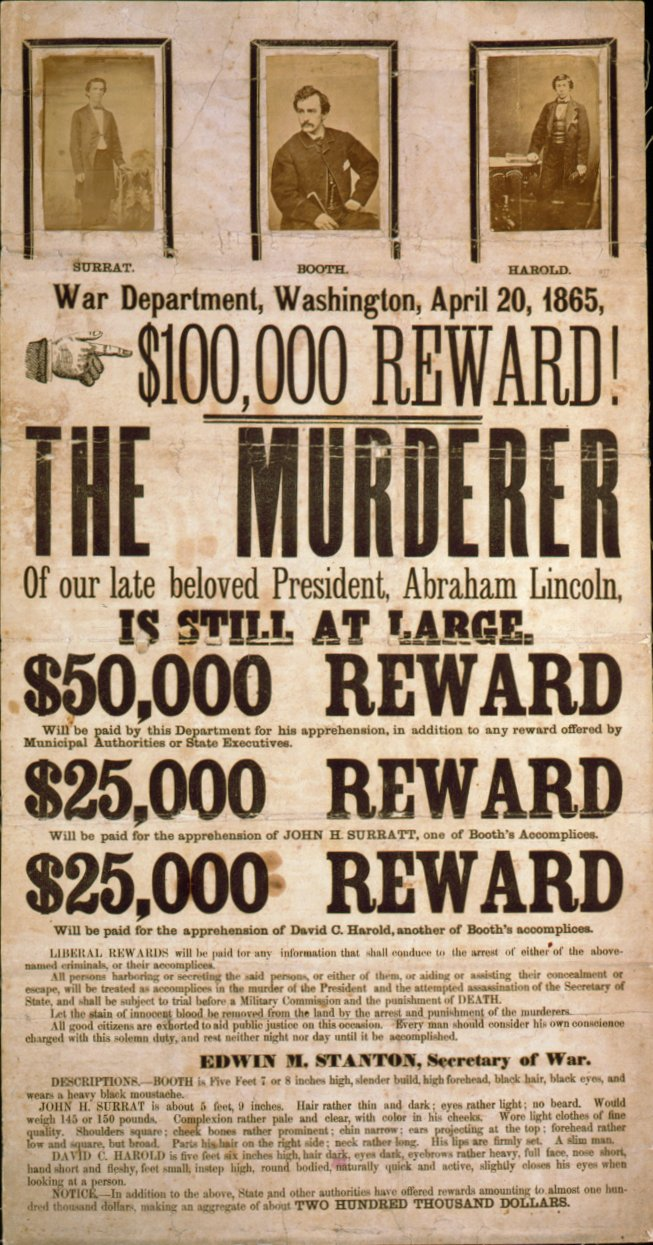
La taglia posta sulla testa dei ricercati John Surratt, John Wilkes Booth e David Herold.

## Eredità storica
La maggior parte dei marylandesi combatté per l'Unione, ma dopo la guerra furono eretti numerosi memoriali in sintonia con il mito della causa persa confederata.

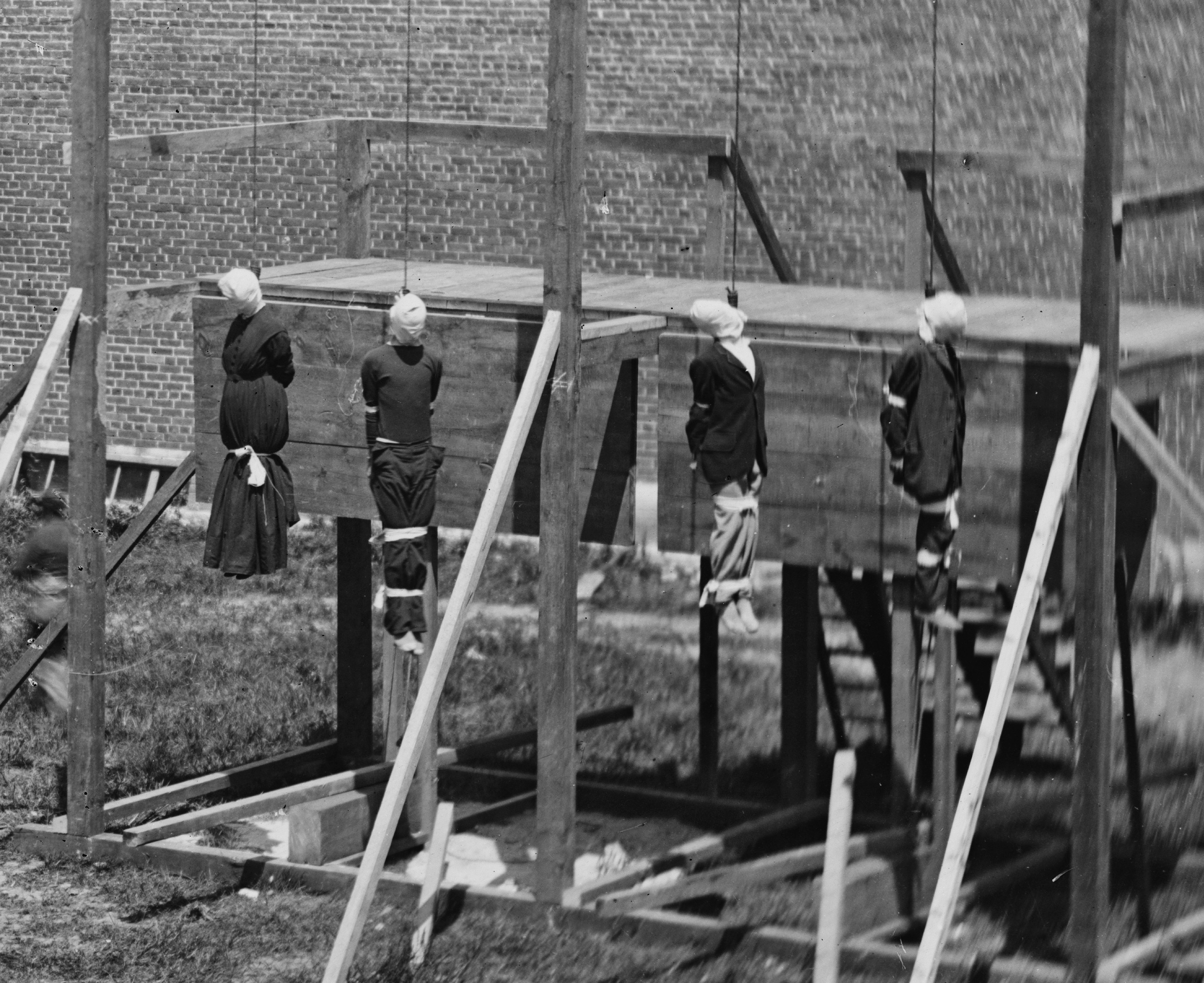
L'impiccagione di Mary Surratt, Lewis Powell, David Herold e George Atzerodt il 7 luglio 1865. Foto di Alexander Gardner.

La città di Baltimora vantava un monumento collettivo dedicato alla memoria di Robert Edward Lee e di Thomas Jonathan Jackson, questo fino alla sua definitiva demolizione avvenuta il 16 agosto 2017. Una casa per soldati confederati in pensione a Pikesville, fu aperta nel 1888 e non si chiuse fino al 1932.
Un opuscolo fatto pubblicare negli anni 1890 la descrisse come: "un luogo di rifugio e riposo... nel quale possono andare in pensione e trovare assistenza e, allo stesso tempo, non perdere il rispetto di se stessi né soffrire nella stima di coloro la cui esperienza nella vita è stata più fortunata".
Esiste un monumento confederato dietro il palazzo di giustizia di Rockville, dedicato alla "sottile linea grigia"; anche Easton (Maryland) ne ospita uno consimile.

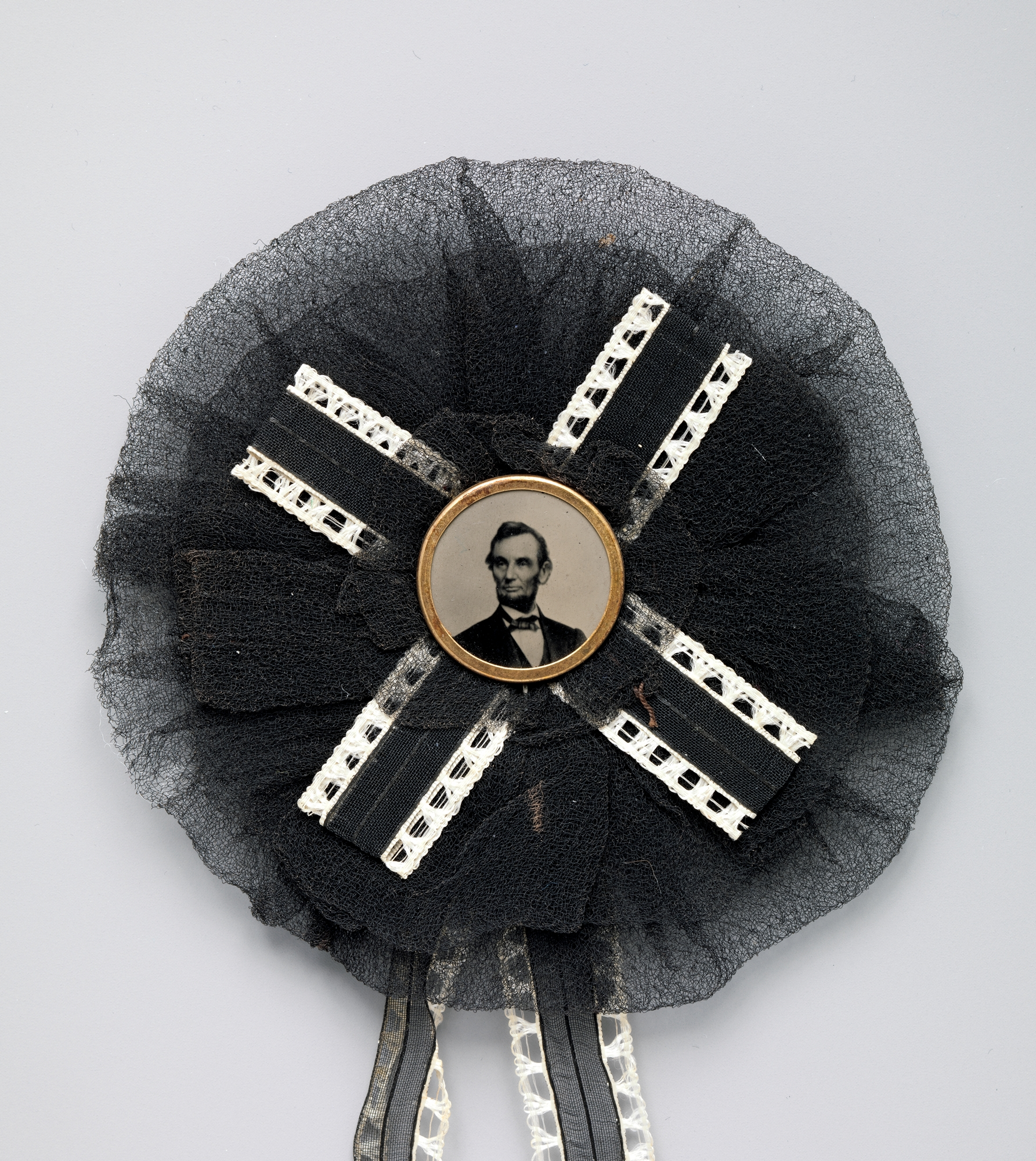
Nastro da lutto con il ritratto del presidente.

La guerra produsse inevitabilmente un'eredità di aspri risentimenti in ambito politico, con i membri del Partito Democratico identificati con il "tradimento e la ribellione"; un punto dolente sottolineato per i decenni successivi all'Era della ricostruzione dai loro concorrenti.
I Democratici statali quindi optarono per ribattezzarsi "Democratic Conservative Party", mentre gli esponenti del Partito Repubblicano si definirono la forza dell'Unione; questo nel tentativo di prendere le distanze dagli elementi più estremisti - i Radical Republicans - già durante il periodo del conflitto.

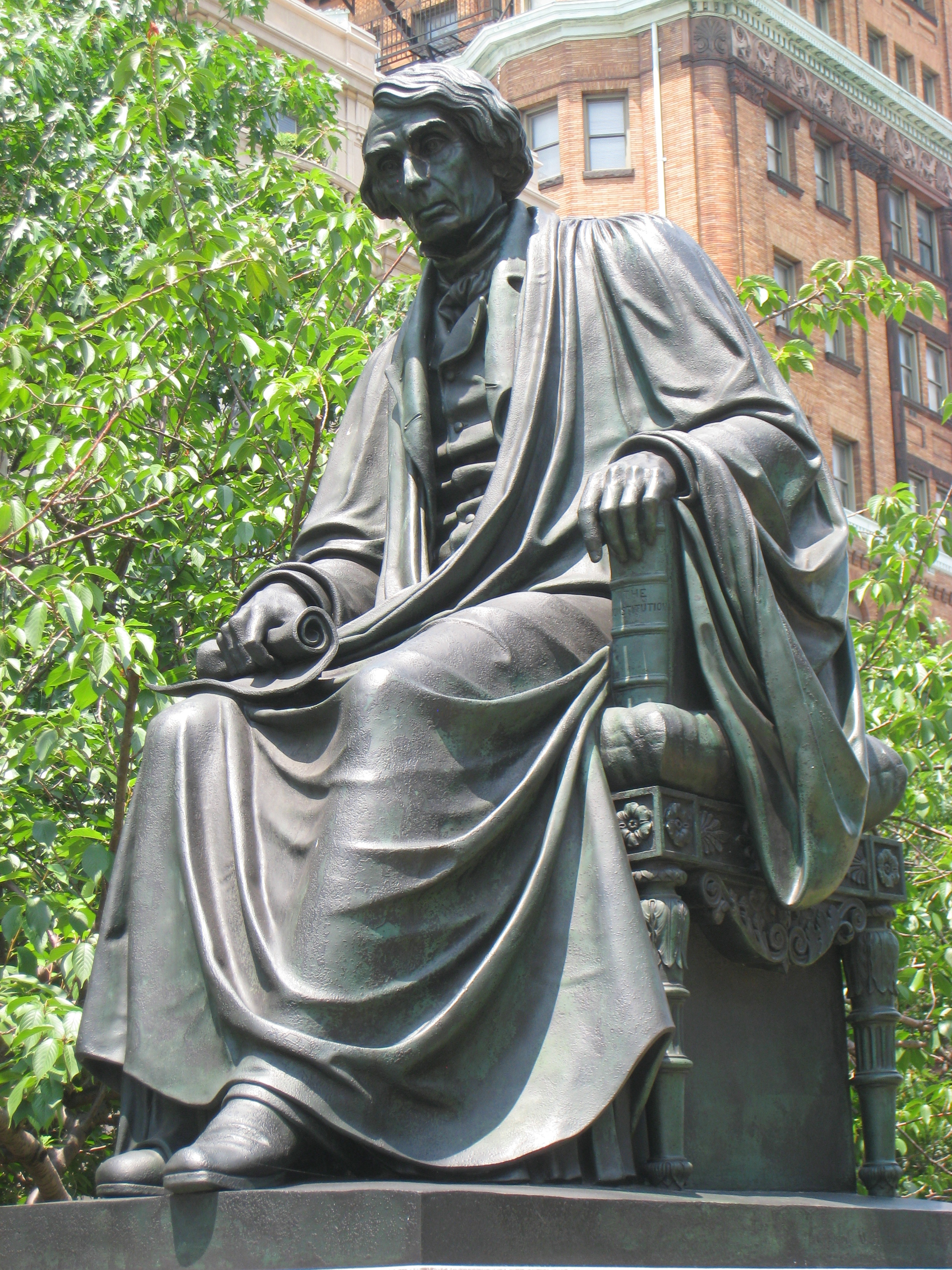
La statua dedicata al Presidente della Corte Suprema Roger Brooke Taney a Baltimora (opera di William Henry Rinehart risalente al 1871 e rimossa nel 2017.

I retaggi del dibattito sul giudizio sulle pesanti azioni adottate fin da subito dall'amministrazione Lincoln con lo scopo esplicito di mantenere il Maryland all'interno dell'Unione, ed usando la forza quando essa fosse risultata essere necessaria - come il porre in arresto un terzo dell'intera Assemblea parlamentare - e dichiarate incostituzionali all'epoca dal Presidente della Corte Suprema Roger Brooke Taney schierato a sua volta apertamente con i sudisti (vedi Dred Scott contro Sandford) - si poteva rinvenire nella statua dedicata al magistrato presente a Baltimora (rimossa nel 2017).
La controversia e la polemica proseguono anche nei riguardi del sempre più divisivo inno Maryland, My Maryland il quale si riferisce apertamente a Lincoln come a un despota e a un Vandalo, oltre alla parola che il suo assassino del Maryland parve pronunziare subito dopo averlo colpito a morte: "tiranno".

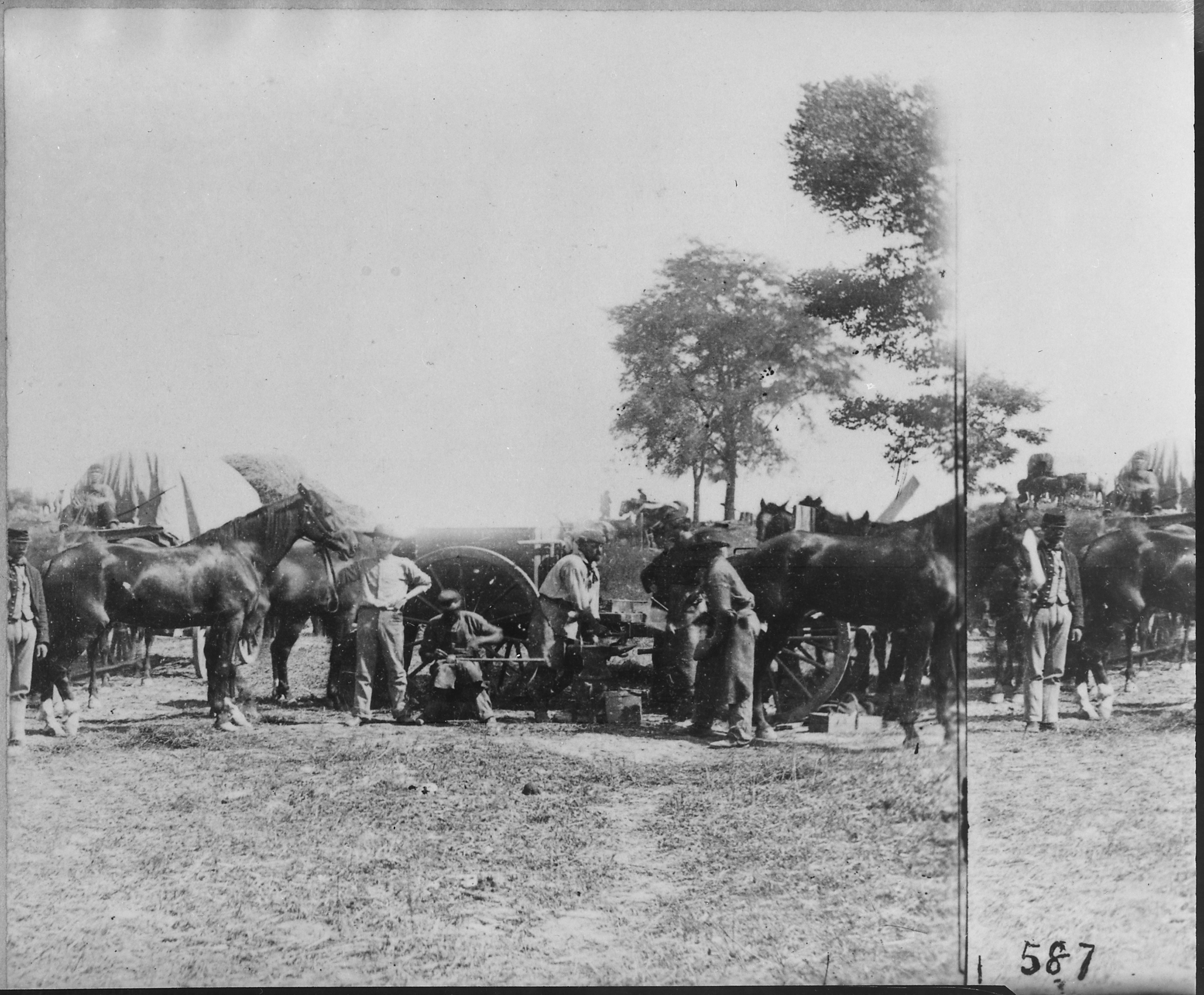
Fabbri e forgiatori di fucina unionisti prima della battaglia di Antietam.

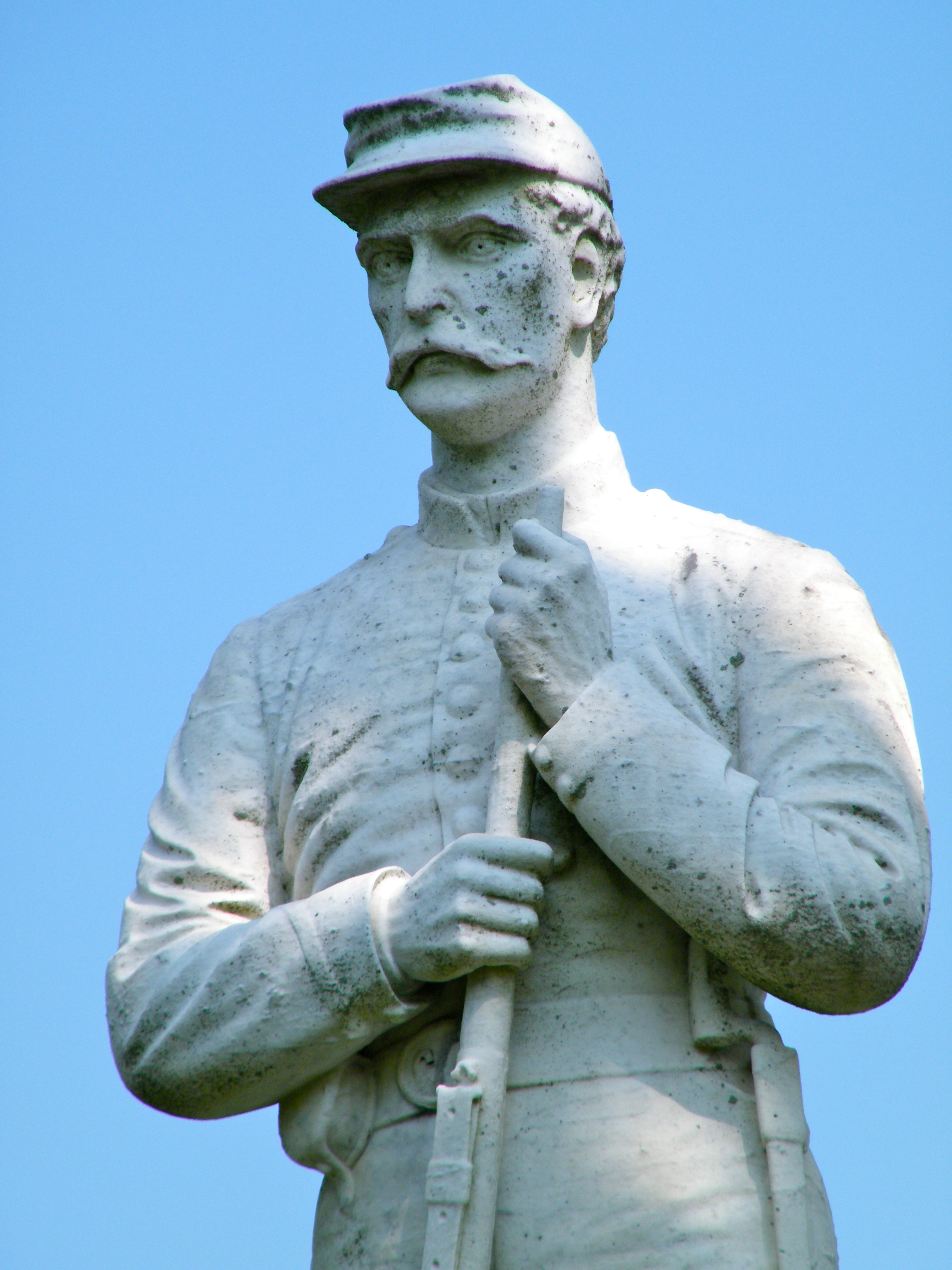
Primo piano del memoriale dedicato al soldato del Maryland

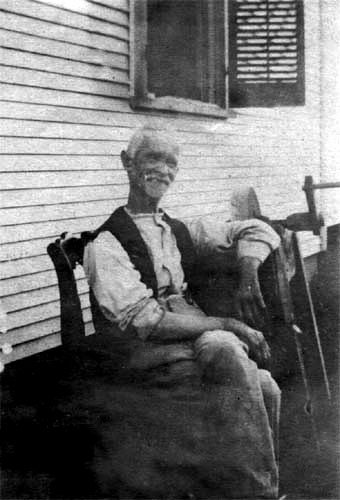
Basil Willaim Spalding, veterano marylandese sudista, era un coltivatore schiavista di tabacco.

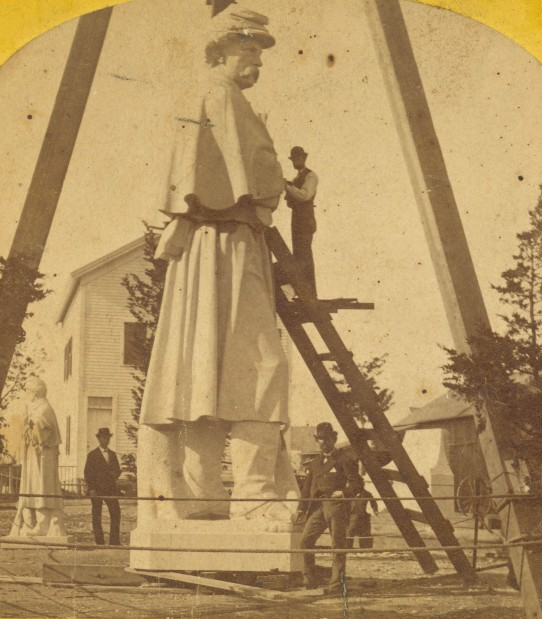
La statua monumentale per commemorare la battaglia di Antietam (1876).

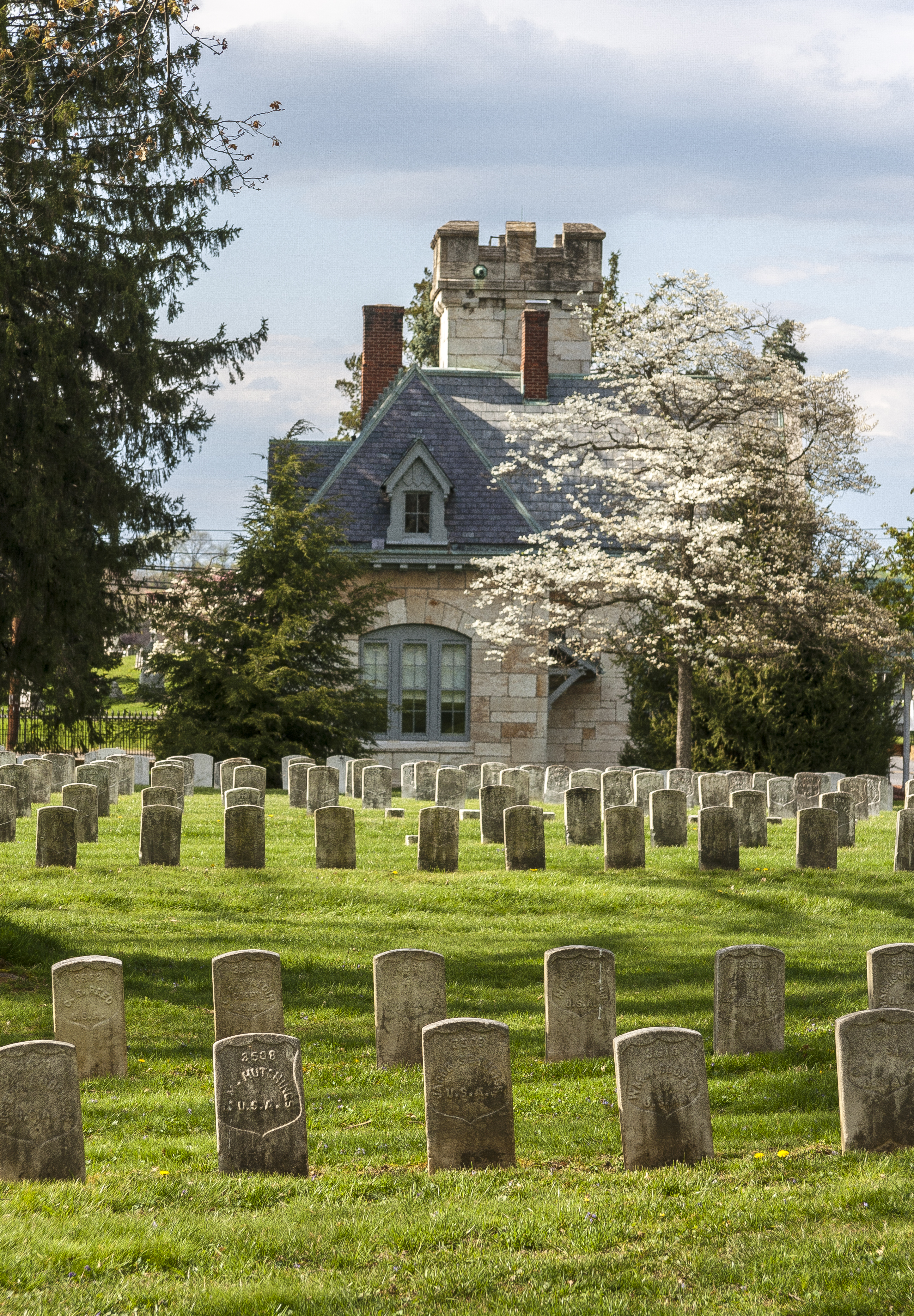
Il cimitero nazionale di Antietam.

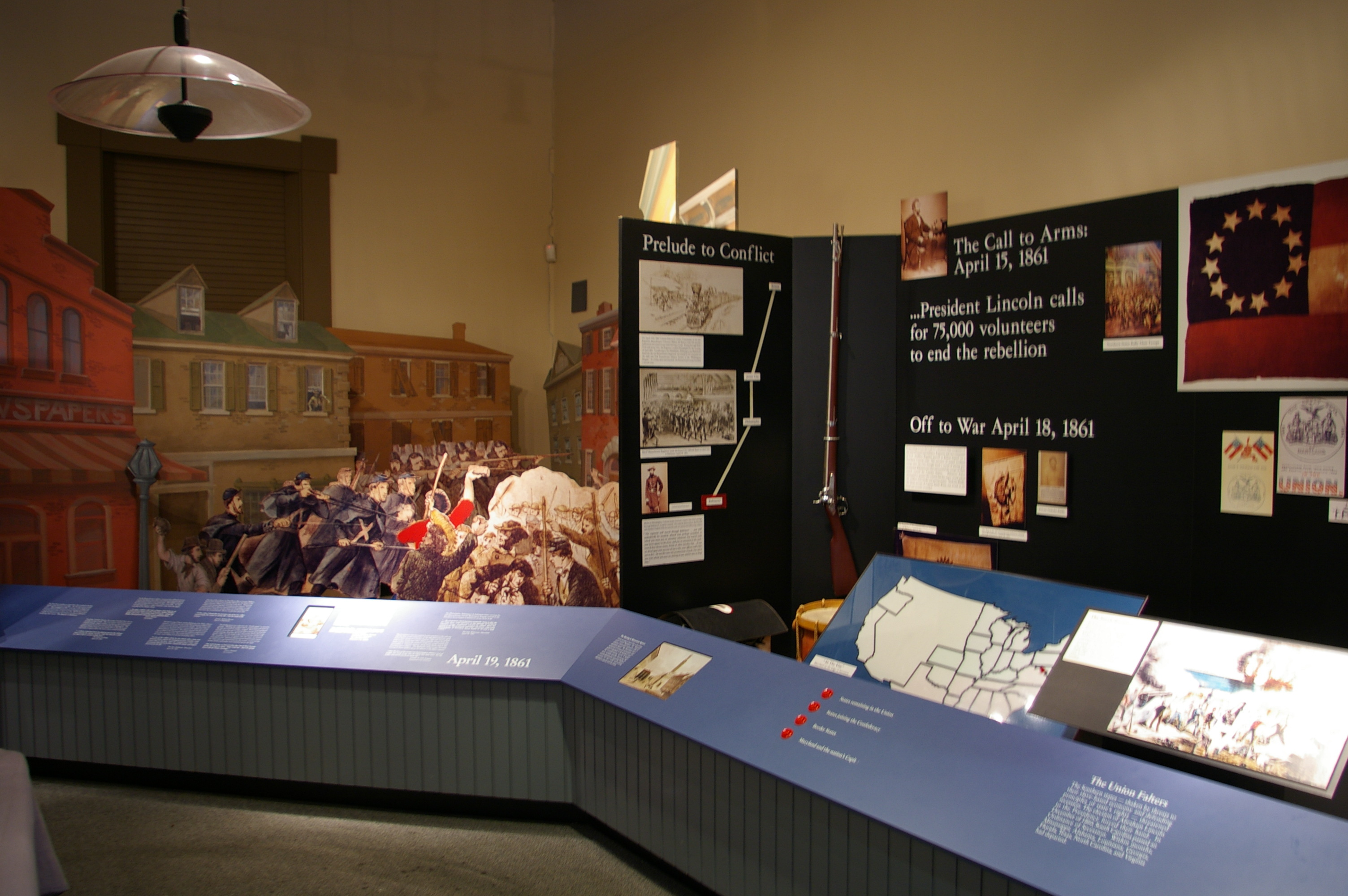
Il museo della guerra civile a Baltimora.